# 대한민국의 차량 번호판

위변조 방지 홀로그램과 태극 무늬, KOR 문자가 포함된 반사필름식 자동차 번호판

대한민국의 차량 번호판은 대한민국에서 등록되는 모든 자동차의 전·후면에 부착되는 직사각형 모양의 금속판으로서, 정식 명칭은 자동차등록번호판이다.
자동차등록번호판은 한글과 아라비아 숫자의 조합으로 이루어진 일련번호, 즉 자동차등록번호, 일명 차량번호를 포함하는데, 그 조합 방식은 등록 자동차 수의 급격한 증가와 더불어 바뀌어 왔다.
1973년, 1996년, 2004년, 2006년, 2019년 다섯 번에 걸쳐서 조합 방식과, 색상 등 형태상으로 큰 변화가 있었는데, 1973년 4월 15일부터 계속 유지되고 있는 큰 틀은 <해당 자동차의 사용 목적 구별 - 자가용/사업용>, <한글 한 글자>, <마지막 네 자리 일련번호> 이렇게 세 가지이다. 번호판의 한글기호는 군용을 제외한 나머지는 받침이 없다.
건설기계(굴삭기, 덤프트럭 등)나 모터사이클(이륜자동차), 관용 차량(외교관 차량), 군용 차량, 주한 미군 차량 등에도 등록 번호가 부여되나, 일반 자동차와는 다른 방식으로 부여되며, 규격·색상도 상이하다. 자전거는 번호판 부착 대상이 아니다. 그리고 트랙터는 국제 2 XXXX, 경운기와 오토바이같은 차량은 경기 평택 XXXX와 같은 번호판을 사용한다.
그리고 2019년 7월부터 7자릿수 차량 번호판이 나왔다.(예시: 123가 4567) 다만 일부 주차장의 차량 번호판 인식기가 번호판을 제대로 인식하지 못하는 경우가 있다.(예시: 420머8350→20머8350, 123가4567→23가4567)

## 승용차, 승합차 및 화물차

### 1973년 4월 이전
(예시) 서울 11-1234 

대한민국의 차량 번호판은 일제 강점기인 1910년에 처음 사용되었으며, 1921년에 검은 바탕의 하얀 글씨로 규격이 처음으로 정해졌다. 광복 이후인 1946년, 1950년, 1968년에 개정되었다. 1968년 8월 1일에 개정된 차량 번호판은, 현재와는 다르게 한글 한 글자를 사용하지 않았고, 사용 목적 구별이 자가용/사업용 외에도 관용이 존재하였으며, 현재와 같은 네 자리 일련번호도 아니었다. 번호판의 색상은 흰색 바탕에 파란색 글씨로, 이 번호판 색상과 글씨는 모터사이클(이륜자동차 및 원동기장치자전거) 번호판이 취하고 있다.(다만, 크기는 같지 않다.) 1990년대나 2000년대 초반까지만 해도 이런 번호판이 쓰인 적이 있다. 하지만 이러한 번호판들은 현재는 전혀 사용되지 않으며, 2003년 이후로는 모두 폐기되었다.

### 1973년 4월 개정 자동차 등록 번호 조합 방식
(예시) 서울 1가 0000
순서대로 <등록지역> - <차종기호: 한 자리 숫자> - <용도기호: 한글 한 글자> - <일련번호>를 의미한다.

등록지역은 특별시·광역시(종래 직할시)·도별로 구분되어 표기된다.

차종기호는 한 자리 숫자로, 다음과 같이 차종에 따라 구분된다.
- 외제차: 0(1991년 폐지)
- 승용차: 1, 2, 3, 4(경남은 1,2만 사용)
- 승합차: 5, 6
- 화물차: 7, 8
- 특수차: 9

용도기호는 한글 한 글자로, 다음과 같이 자동차의 사용 목적에 따라 구분된다.
- 자가용: 가~마, 거~머, 고~모, 구~무 (20개, 최초 시행령 제정시)
- 자가용: 버~퍼, 보~호, 부~후, 그~흐,허(렌터카)(41개, 이후 필요한 일부 지역에서만 추가)
- 영업용: 바~하(9개)

번호판의 색상은 다음과 같이 구분된다.
- 녹색 바탕, 흰색 글자: 자가용, 대여용(렌터카   단 대여용은 화물,특수용은 발급대상에서 제외한다.)
- 흰색 바탕, 녹색 글자: 사업용(버스, 택시 등) (1996년 이후 사라짐)
- 주황색 바탕, 흰색 글자: 전세용(관광버스 등)

### 1996년 개정 자동차 등록 번호 조합 방식
1996년 1월 1일부터 일부 지역의 부여번호 포화상태에 따라, 차종기호를 한 자리에서 두 자리로 늘렸다.
(예시) 서울 30 가 0000
- 승용차: 11~69
- 승합차: 70~79
- 화물차: 80~97
- 특수차: 98~99

승용차용 "최초 등록 차종기호번호"는 지역에 따라 상이하였는데, 강원·광주·전남·경북·경남 등은 11부터, 부산·대구·강원 등은 27부터, 서울·대전 등은 30부터, 충북은 31부터, 제주는 60부터 시작하였다. 10 이하의 번호를 사용하지 않았던 이유는, 변경된 조합 방식이 당시 건설기계용 등록번호 조합 방식과 서로 혼란을 겪게 될 우려 때문이었다. (예: 덤프트럭 차량번호 부산 06 가 0000)
10배 가까이 늘어난 차종기호 수 덕에 종래 사용하던 용도기호 중 발음이 힘들고 혼란의 여지가 있는 글자들은 제외시켜 총 25개로 축소하였다.
- 자가용: 가~마, 거~머, 고~모, 구~무 (20개)
- 사업용: 바, 사, 아, 자, 허(렌터카), 배(배달) (6개)

그리고 차량번호 배정도 많이 개정되었는데, 예를 들어 성남시의 경우 경기 32·33, 영업용인 경우 70 아·자와 같이 변경되었다.
색상 역시 조금 변경되었는데, 영업용 번호판과 전세용 번호판을 통합하여, 공히 노란색 바탕에 파란색 글자를 사용하였다. 글씨체도 번호판상의 모든 글자를 명조체에서 고딕체에 가깝게 변경하였으며, 좌측 하단 용도기호 아래 빈 공간에 한글로 일련번호 네 자리를 음각으로 새겨 넣었다.  2015년 이후에는 청색글자 영업용 번호판을  더 이상 볼 수 없다.
2003년 9월부터 야간에도 식별할 수 있는 흰색 바탕의 검은색 글씨의 반사번호판이 시범적으로 보급되었다.(예시: 경기 31 러 XXXX) 그러나, 야간에 과속카메라 단속시 불빛의 반사로 인하여 인식이 되지 않는 문제점이 발견되어 그해 말에 보급이 중단되었다.

### 2004년 개정 자동차 등록 번호 조합 방식
2004년 1월 1일부터 등록지역의 표기를 없앤 일명 전국 번호판이 시행되었다. 종래 자동차 소유주가 시·도를 옮겨 전입할 경우에 번호판도 새로 발급받아야 했지만, 개정 시행 이후 신차 출고 후 폐차시까지 특별한 이유 없이 번호판을 바꿀 필요가 없어지게 되었다. 차종기호와 용도기호에도 약간의 변화가 있었다. 자가용 자동차 등록번호에만 시행한 것이 특징이다. (영업용 자동차는 종전 방식 그대로 사용한다.)
- 예시: 21 가 0000

변경된 차종기호와 용도기호는 다음과 같다.
- 승용차: 01~69 (2자리 최대 2450만 대)
- 승합차: 70~79 (최대 350만 대)
- 화물차: 80~97 (최대 561만 대)
- 특수차: 98~99 (최대 64만 대)
- 추가(2013년 2월 추가): 허, 하, 호(렌터카용), 배(택배운송용)[5][6]

- 용도기호: 가~마, 거~저, 고~조, 구~주 (32개)
- 군용: 공군: 공, 해군: 해, 육군: 육, 합동참모본부: 합, 국직부대: 국

### 2006년 11월 개정 자동차 번호판
시행 초기 디자인에 대한 검토가 전혀 없이, 지역표기가 없어진 공간을 단순히 나머지 글자·숫자를 확대하여 메꾸어서, 관계 당국이 졸속으로 진행하였다는 비난을 받았다. 논란 끝에 결국 규격과 색상을 이른바 "유럽형 번호판(일자형 흰색 바탕 보랏빛이 도는 검은 글자)"으로 대폭 수정하여, 2006년 2월 경찰차와 관용차량에 시범 적용하였다. 이후 글씨체와 용도기호의 크기를 변경하여 2006년 11월 1일부터 모든 자가용 자동차에 시행하였다.
2013년 렌트카에 "하", "호" 자가 추가되었다.

### 광역자치단체 추가 관련 사항
- 광역자치단체가 추가되면서 영업용 자동차의 번호판에 있는 지역 식별 부호가 추가되었다. 세종특별자치시의 출범으로 인하여 17번째 지역명으로 영업용 자동차의 번호판에 "세종 70바 XXXX"와 같은 형식의 번호가 사용된다.

### 친환경 자동차 번호판
2017년 6월 9일부터 친환경 자동차(전기자동차, 수소자동차 등)를 대상으로 번호판의 바탕이 다른 번호판을 적용하였다. 자동차 등록번호판 등의 기준에 관한 고시에서는 '전기자동차번호판'으로 불린다.

### 2019년 9월 개정 자동차 등록 번호 조합 방식
2019년 9월 1일부터 번호판 일련번호 포화로 인해 숫자 표시기호가 두자리에서 세자리로 늘어났다. 단, 자가용, 대여사업용(렌터카), 군용 차량, 승용차의 번호판에 대해서만 숫자 3자리로 확장하고 영업용, 승합차, 버스, 화물차 및 특수차는 해당 사항이 없다. 번호 바탕색과 서체는 변동이 없으나, 2020년 7월 1일부터 맨 왼쪽에 홀로그램이 삽입되었다. 그러나 2006년 11월 이전 등록된 차량이나 북미, 대만, 일본에서 들여온 차량 중에서 양쪽 모두 긴 번호판을 달수 없는 차종은 공간 문제로 인해 나오지 않는다.
- 예시: 100 가 0000 , 기호: 100~699: 일반, 대여, 군용(현재 최대 등록가능 대수 1억 4천만대, 기호숫자는 399까지만 가능, 렌터카는 799호까지만 가능),[9]
- 2021년 11월 1일이후 추가
  - 700번대: 승합차, 버스
  - 800~979: 화물차
  - 980~997: 트레일러를 견인하는 트랙터, 견인차와 같은 특수차
  - 998, 999: 경찰차, 소방차, 구급차와 같은 긴급자동차

### 사진

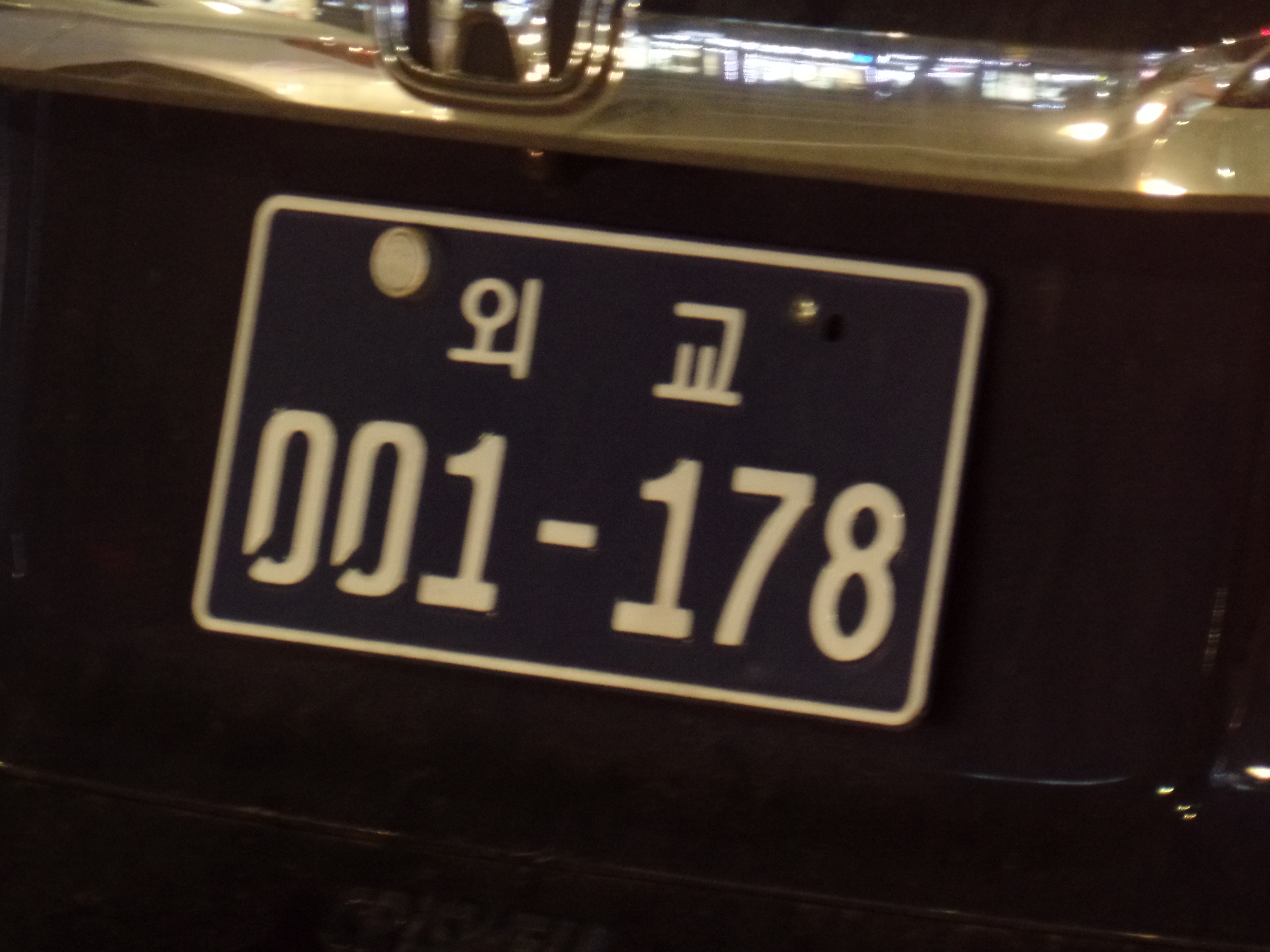
외교용 미국식규격
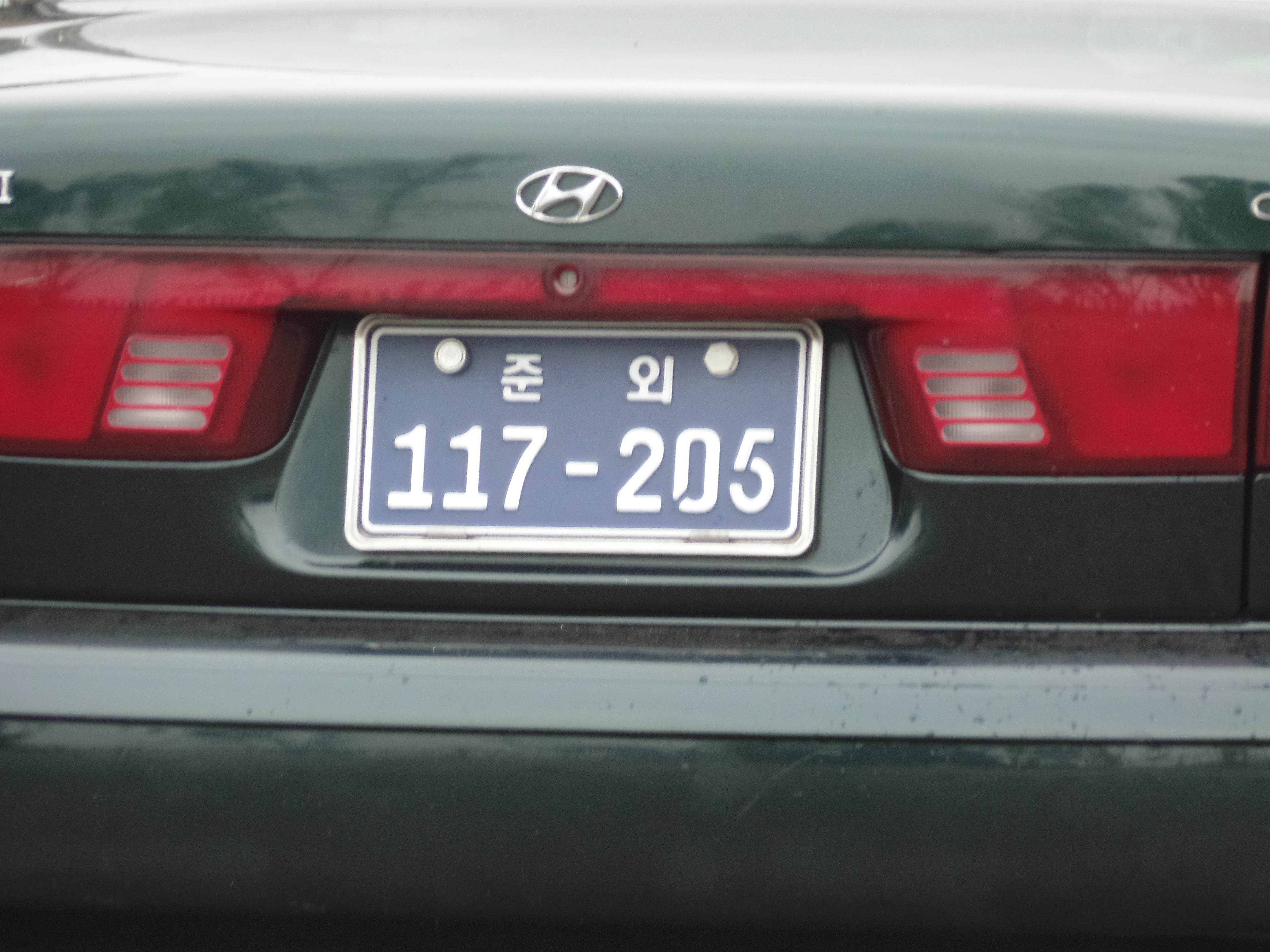
준외교관용 미국식규격

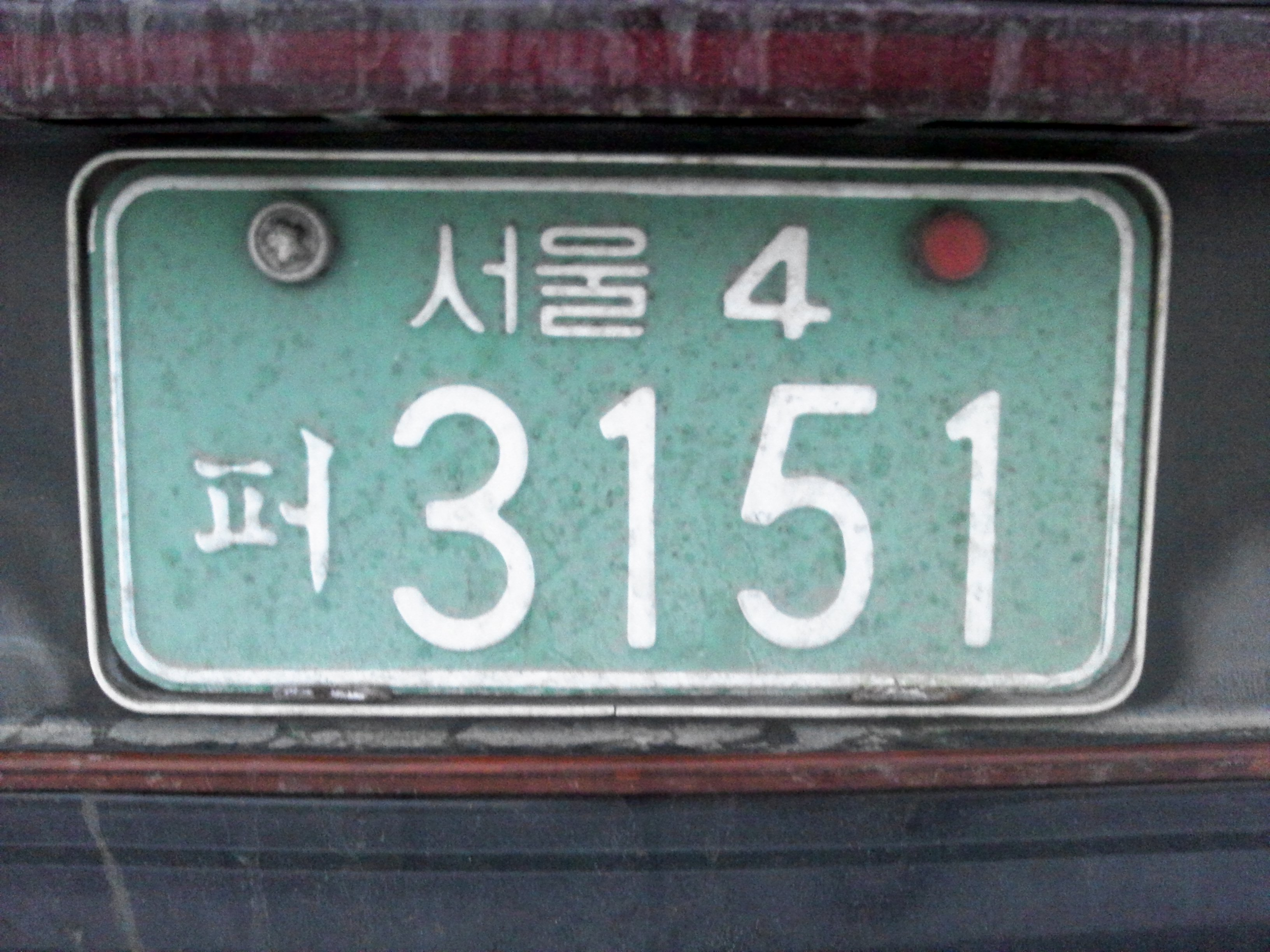
1973년부터 1995년까지 적용된 자가용 승용차 번호판
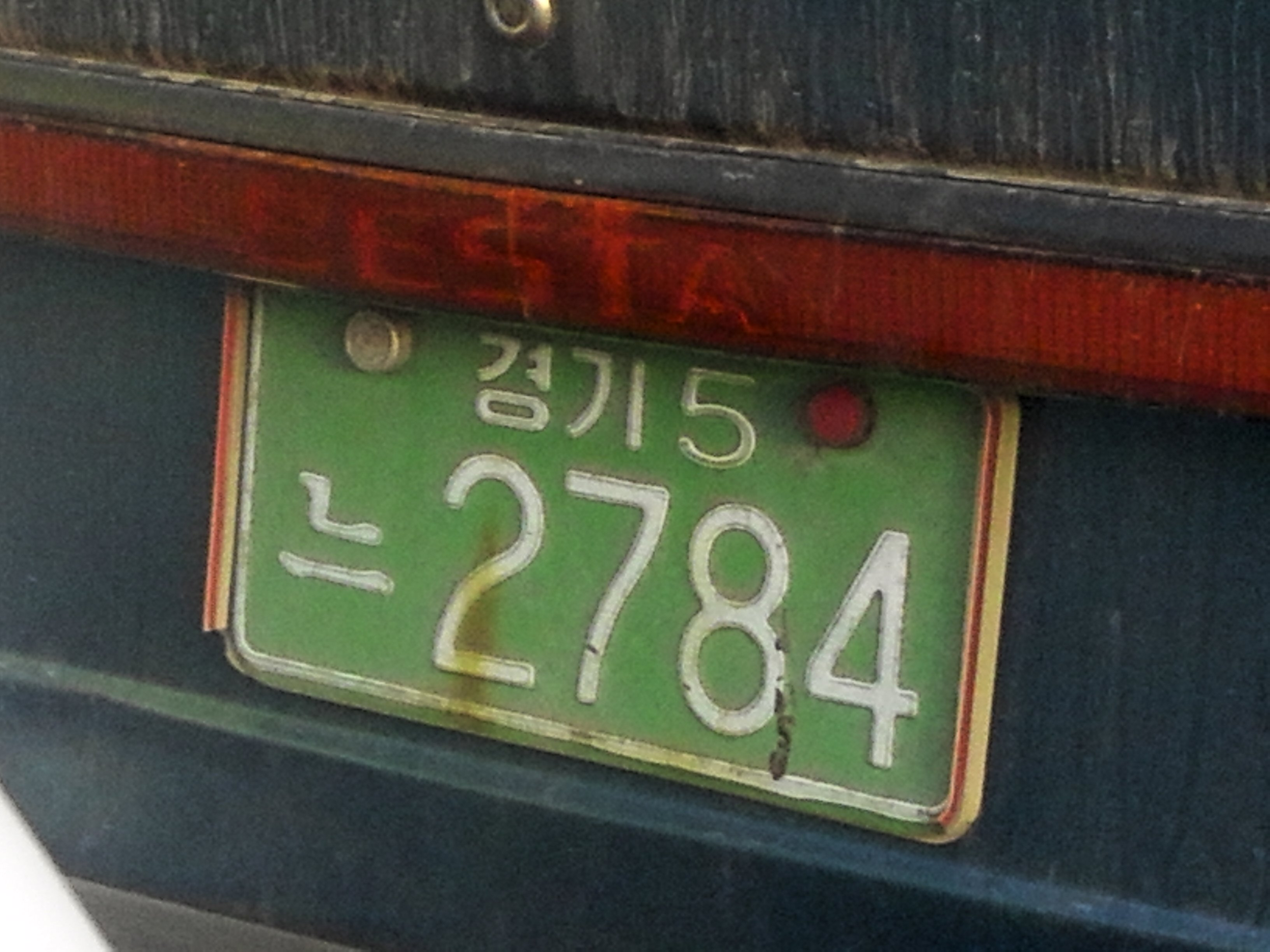
1973년부터 1995년까지 적용된 자가용 승합차 번호판
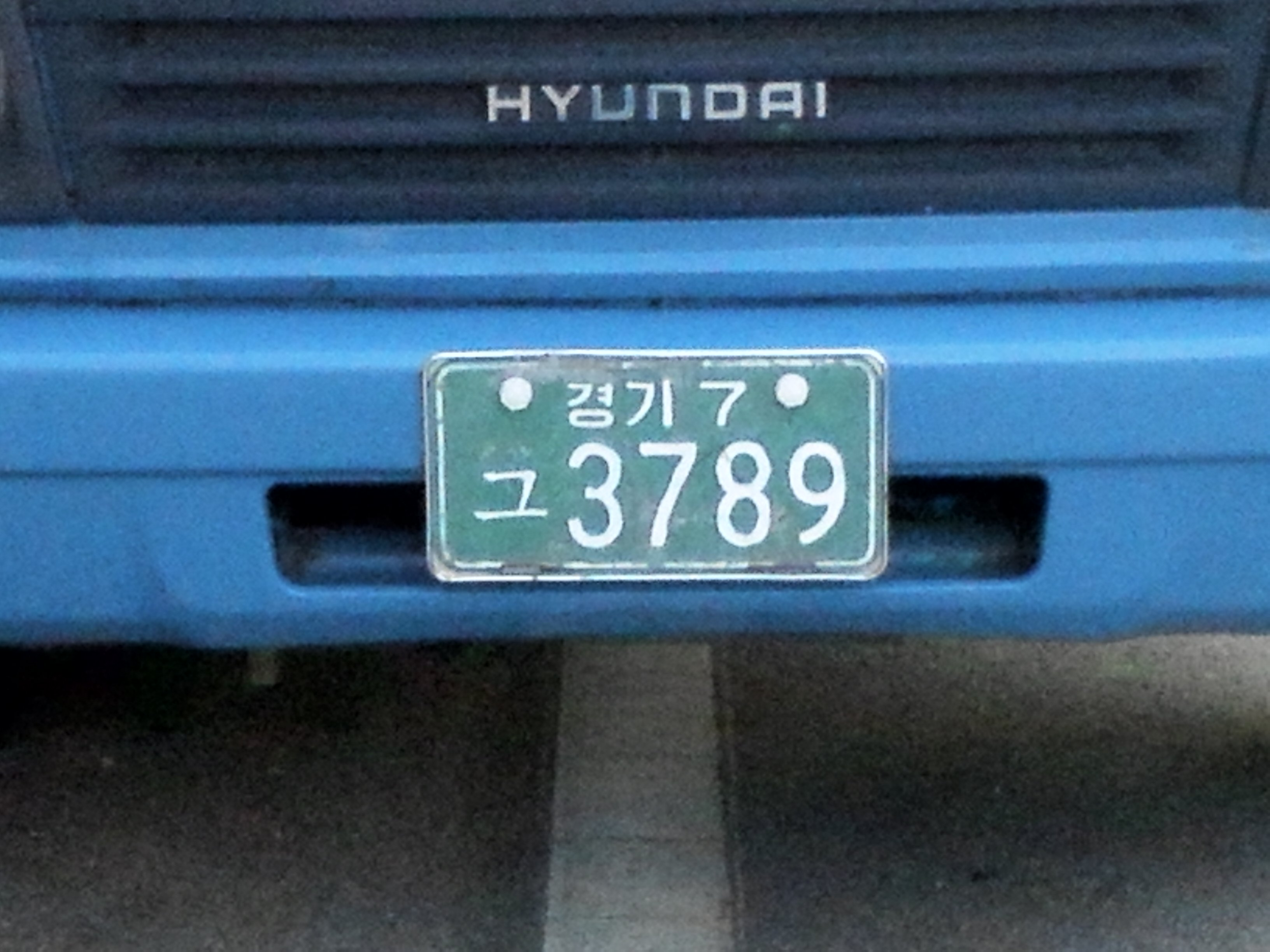
1973년부터 1995년까지 적용된 자가용 화물차 번호판
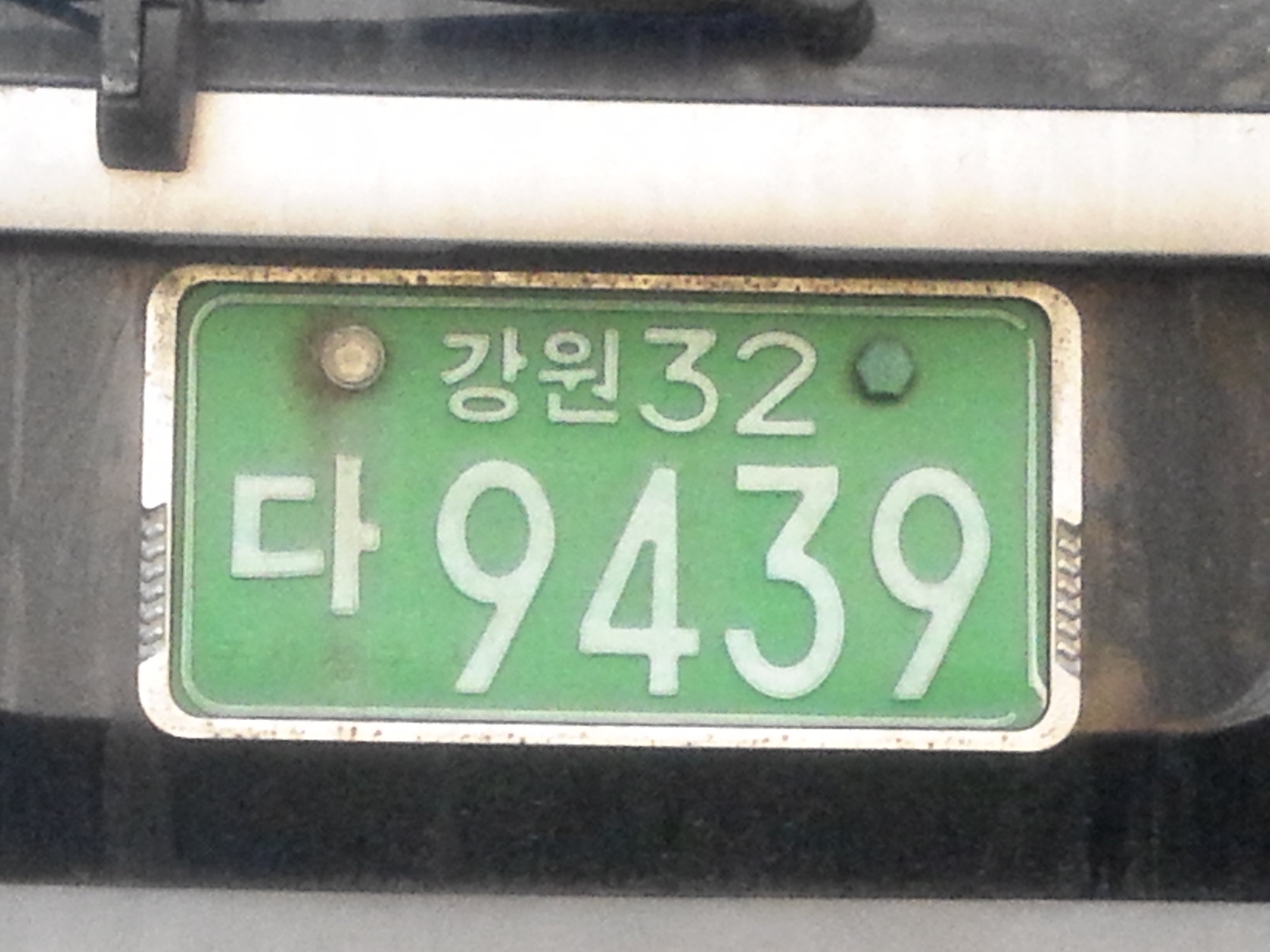
1996년부터 2003년까지 적용된 자가용 승용차 번호판
2003년에 일시적으로 수도권 지역을 대상으로 시범 적용된 승용차 번호판 중 흰색 바탕의 자가용 반사 번호판[11]
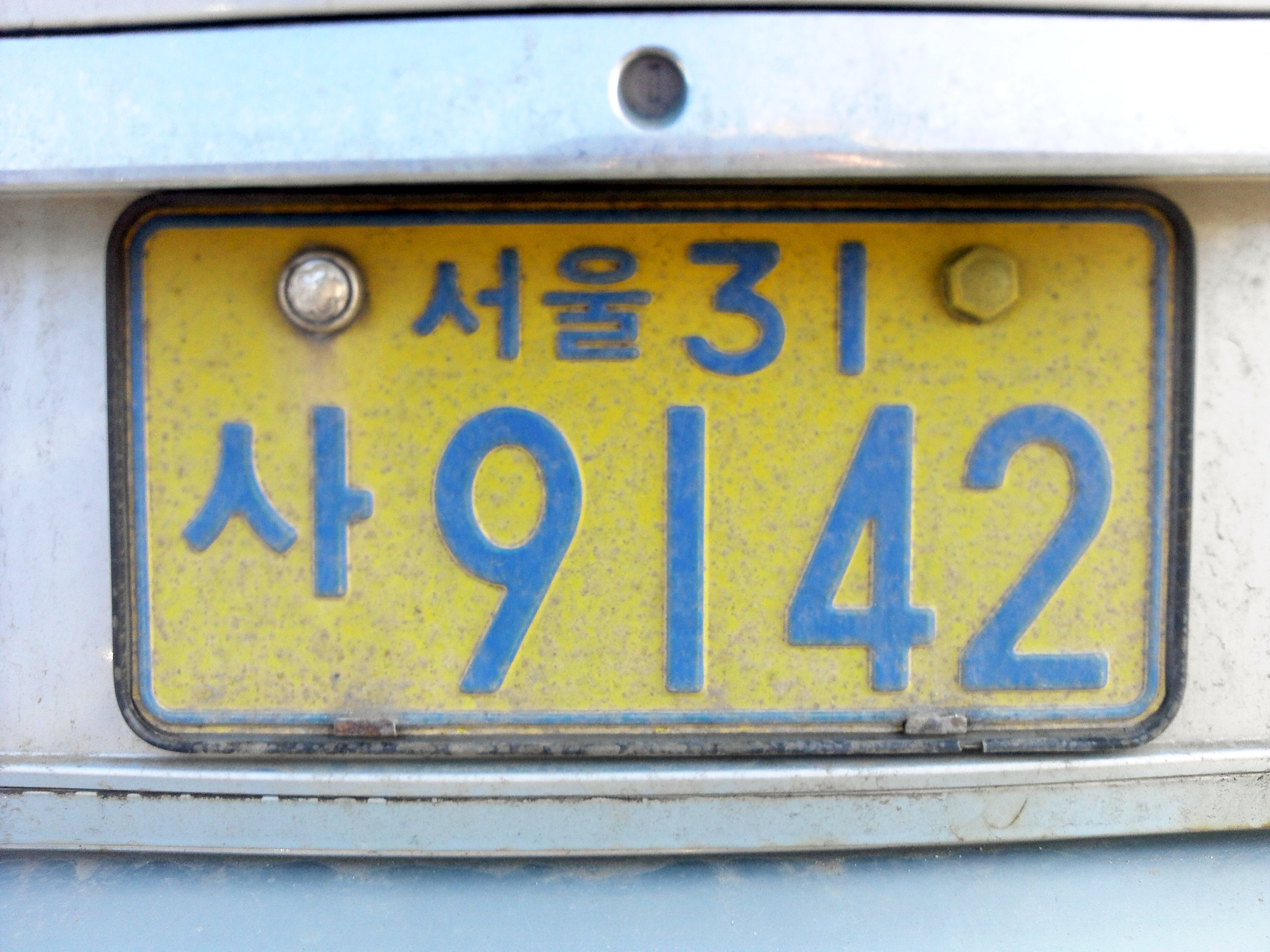
1996년부터 2006년까지 적용된 영업용 승용차 번호판
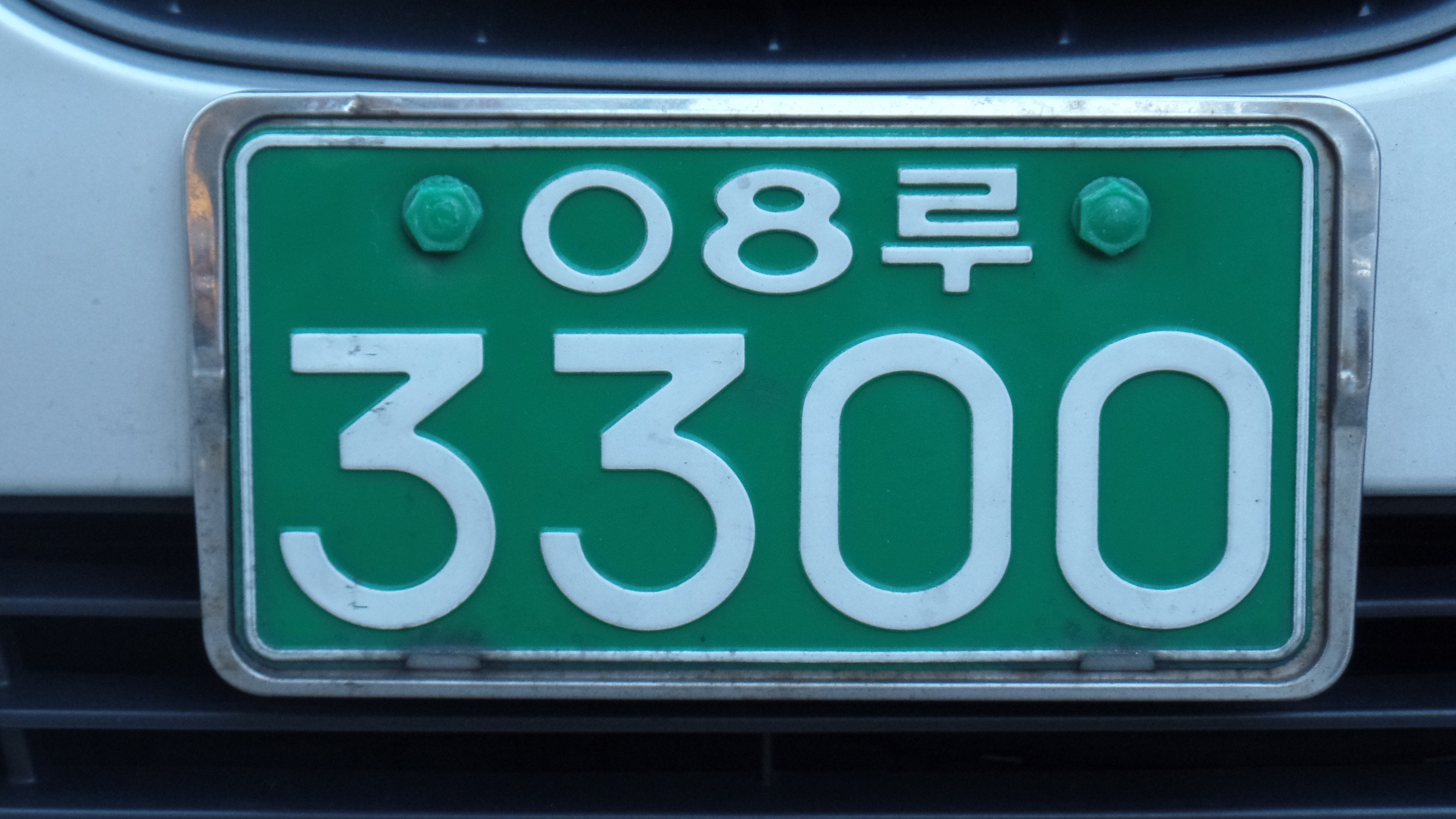
2004년부터 2006년까지 적용된 자가용 승용차 번호판
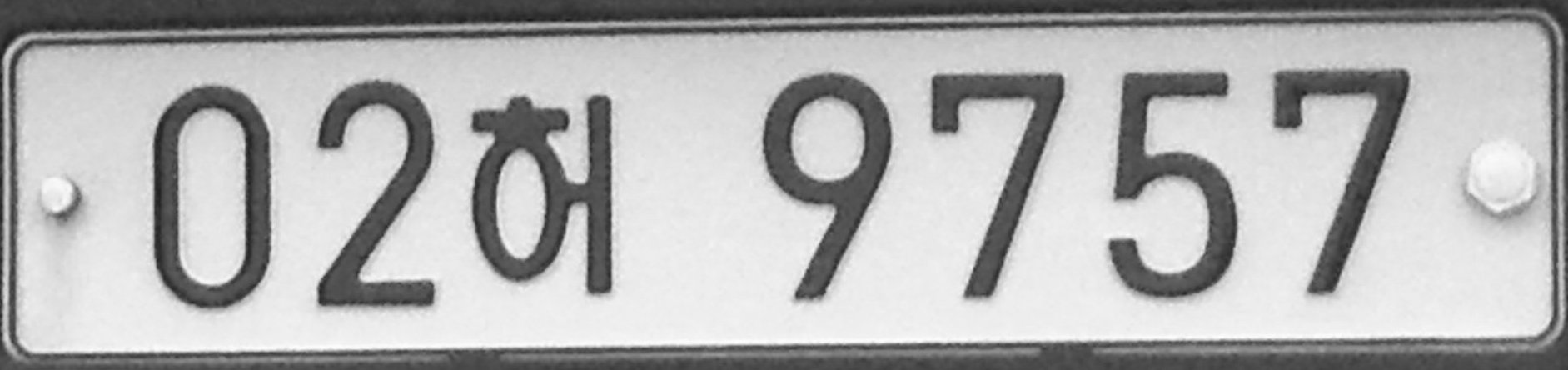
2007년부터 적용된 승용차 번호판 중 대여용 번호판(허 기호)
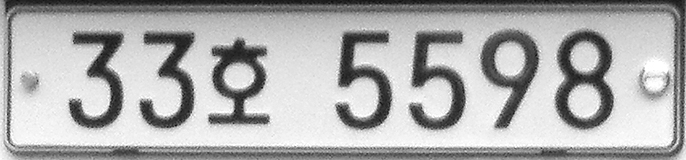
2007년부터 적용된 승용차 번호판 중 대여용 번호판(호 기호)
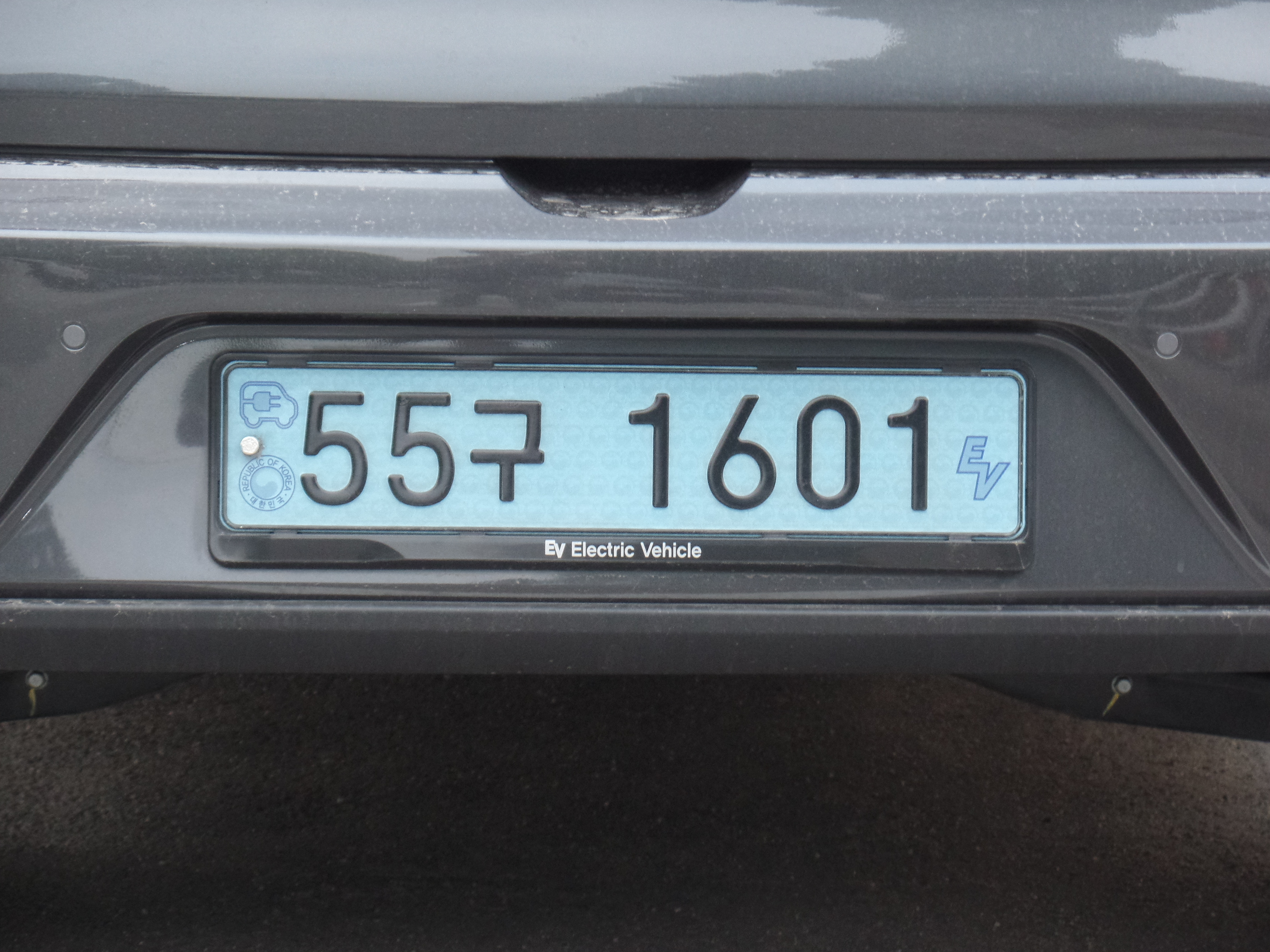
친환경 자동차(전기자동차 및 수소자동차) 번호판(승용차)
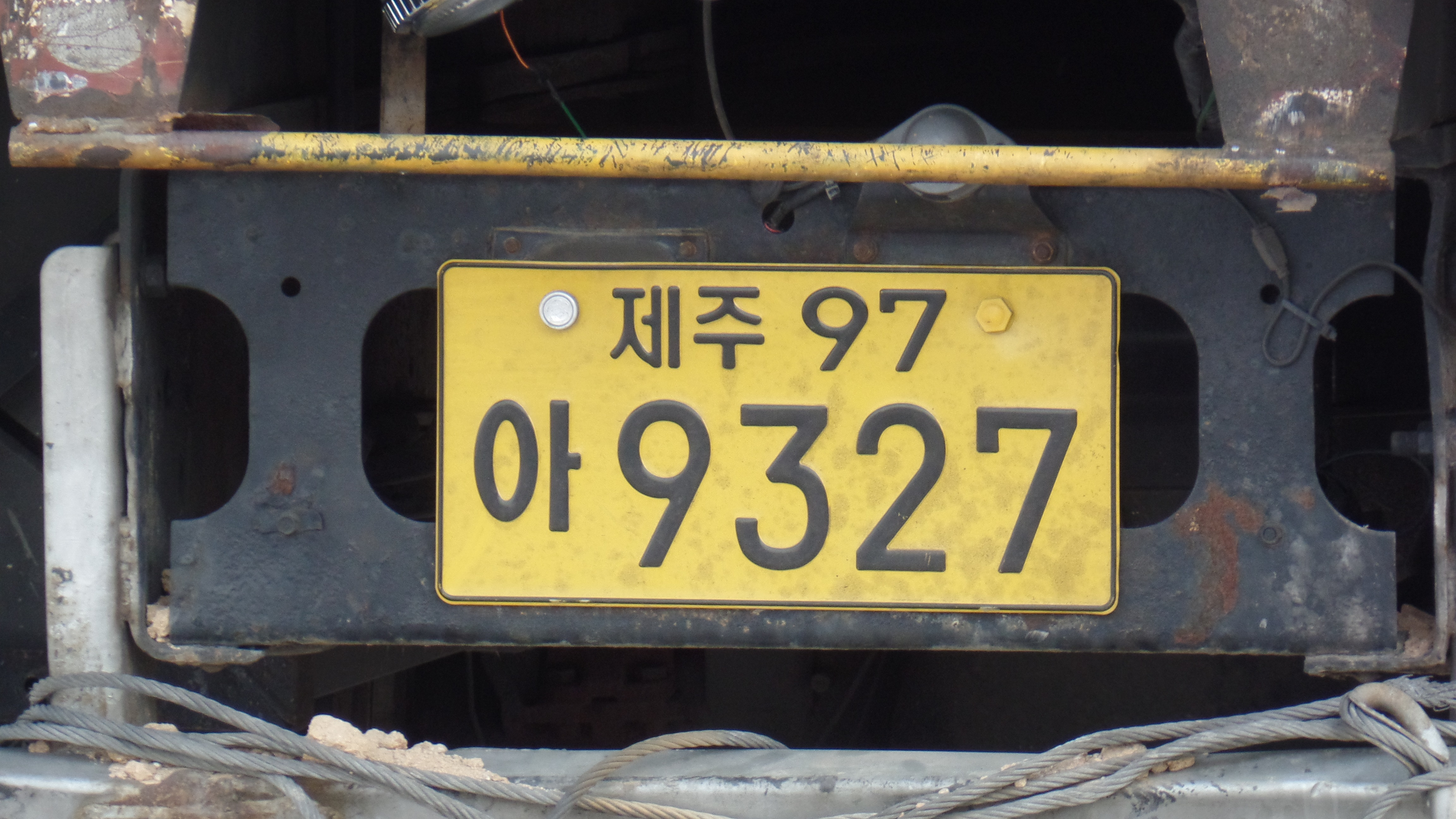
대한민국의 차량 등록 번호판 중 영업용 화물차(트럭) 번호판(2006년 11월 이후): 제주도
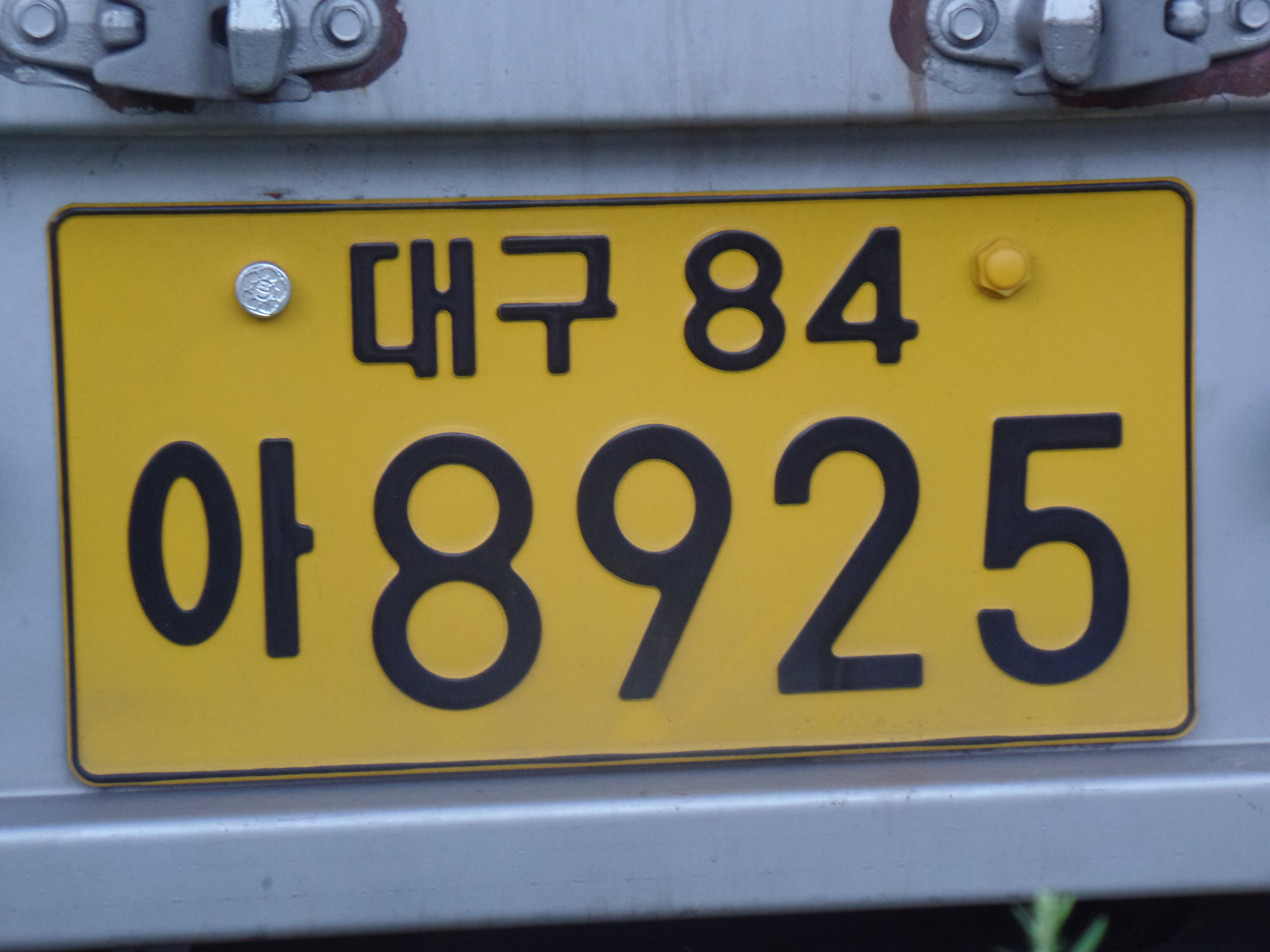
대한민국의 차량 등록 번호판 중 영업용 화물차(트럭) 번호판(2006년 11월 이후): 대구광역시
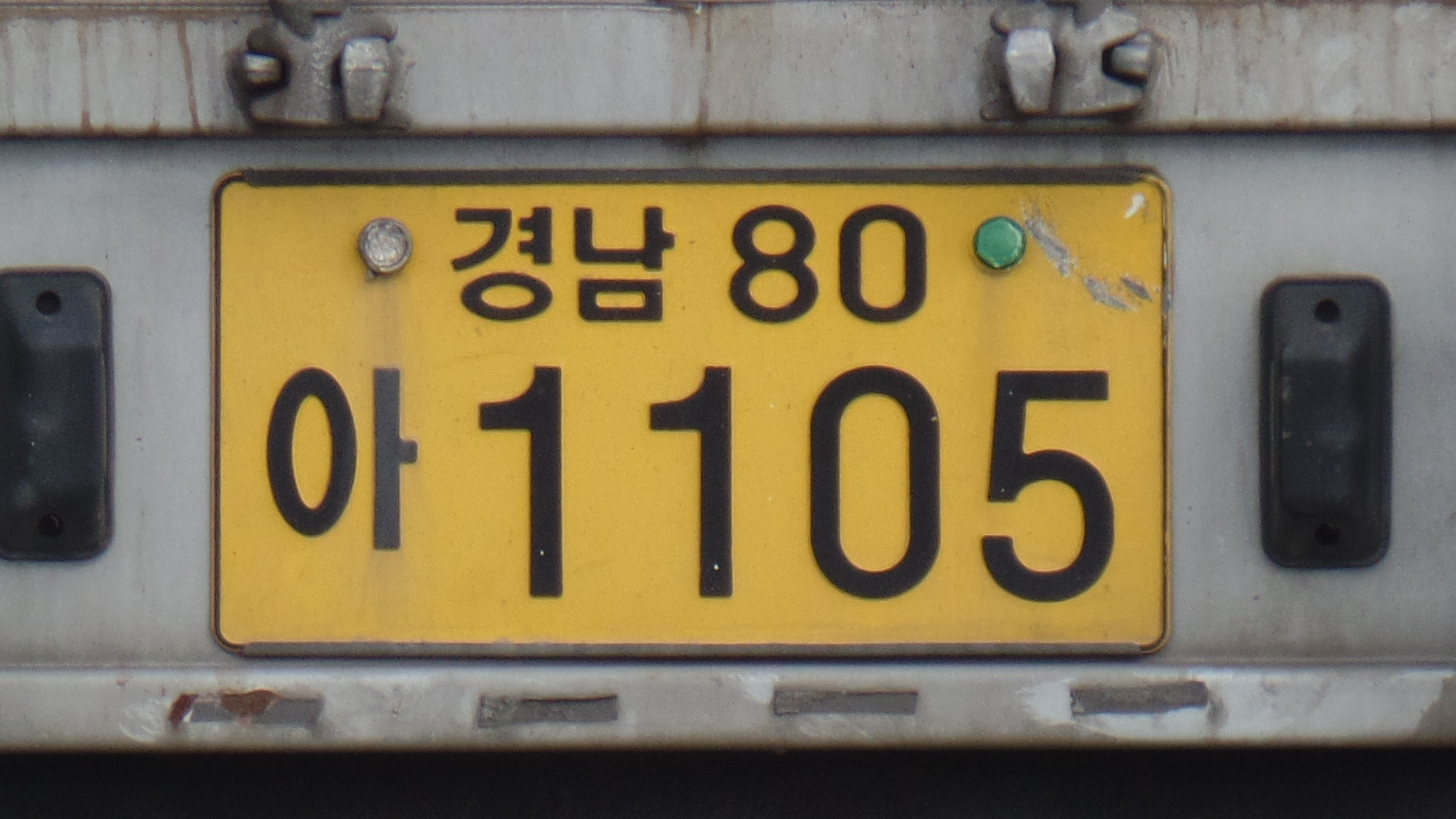
대한민국의 차량 등록 번호판 중 영업용 화물차(트럭) 번호판(2006년 11월 이후): 경상남도
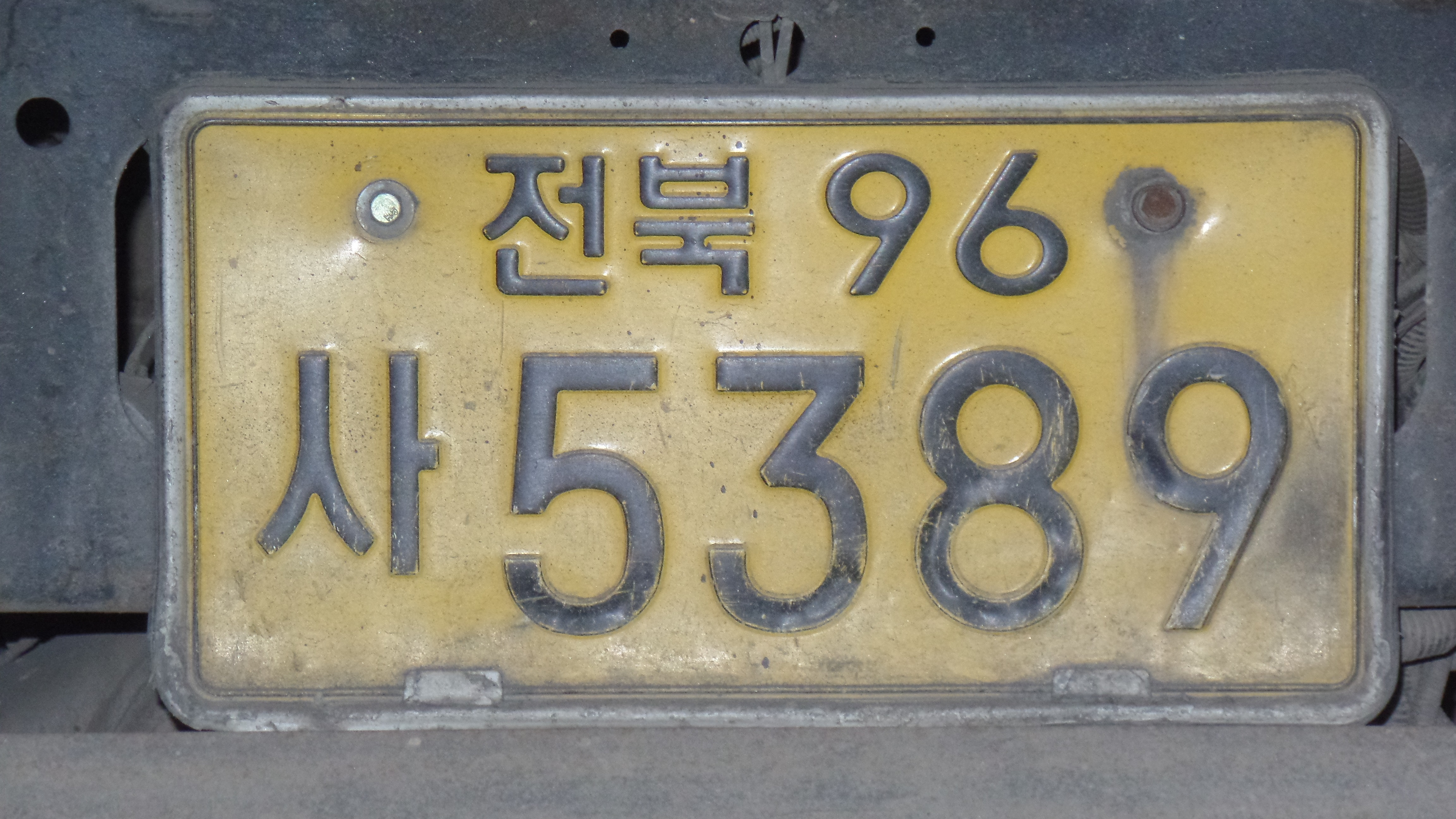
대한민국의 차량 등록 번호판 중 영업용 화물차(트럭) 번호판(2006년 11월 이후): 전라북도
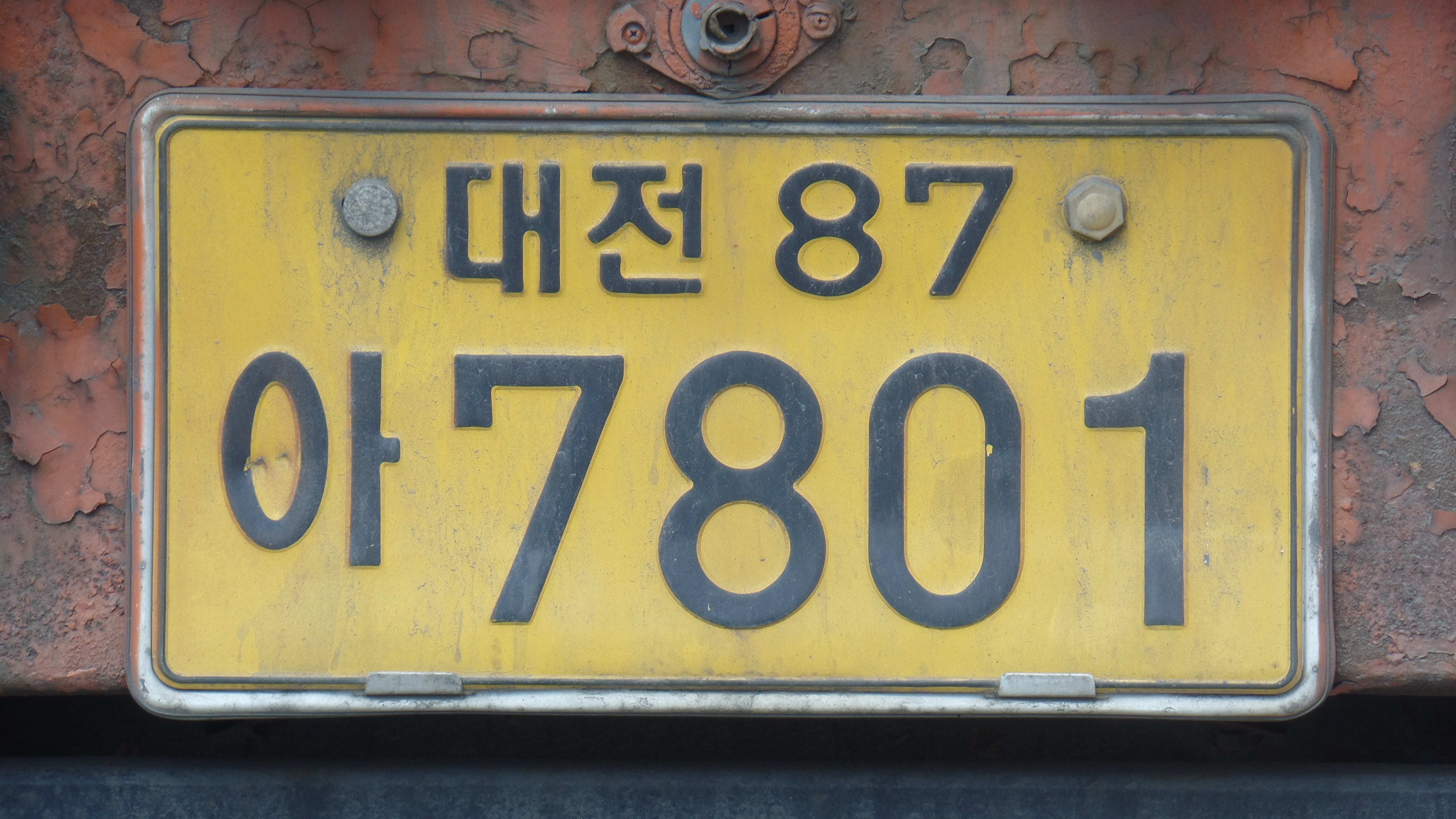
대한민국의 차량 등록 번호판 중 영업용 화물차(트럭) 번호판(2006년 11월 이후): 대전광역시
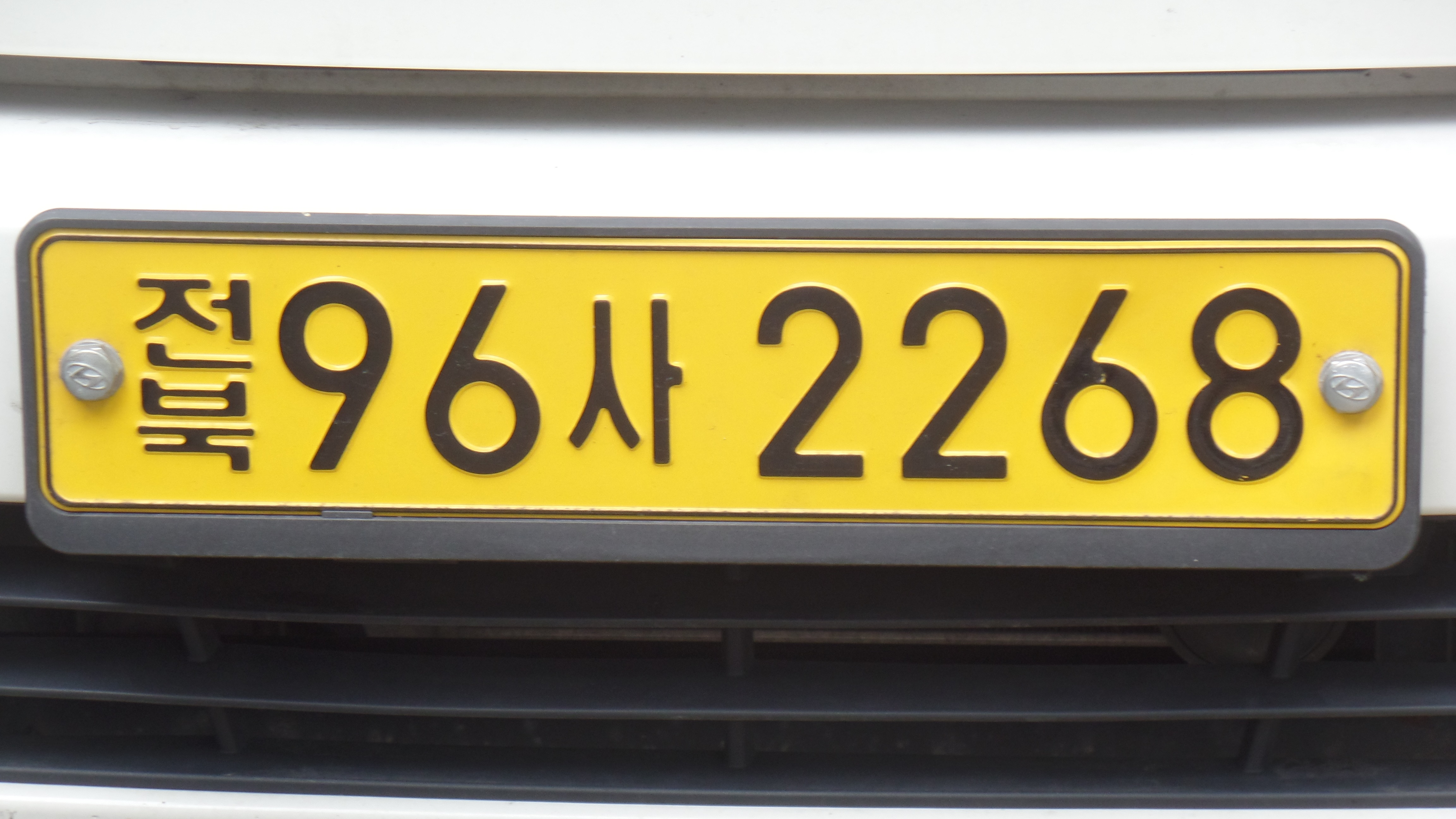
대한민국의 차량 등록 번호판 중 영업용 화물차(트럭) 번호판(2006년 11월 이후, 유럽식 규격): 전라북도 (2)
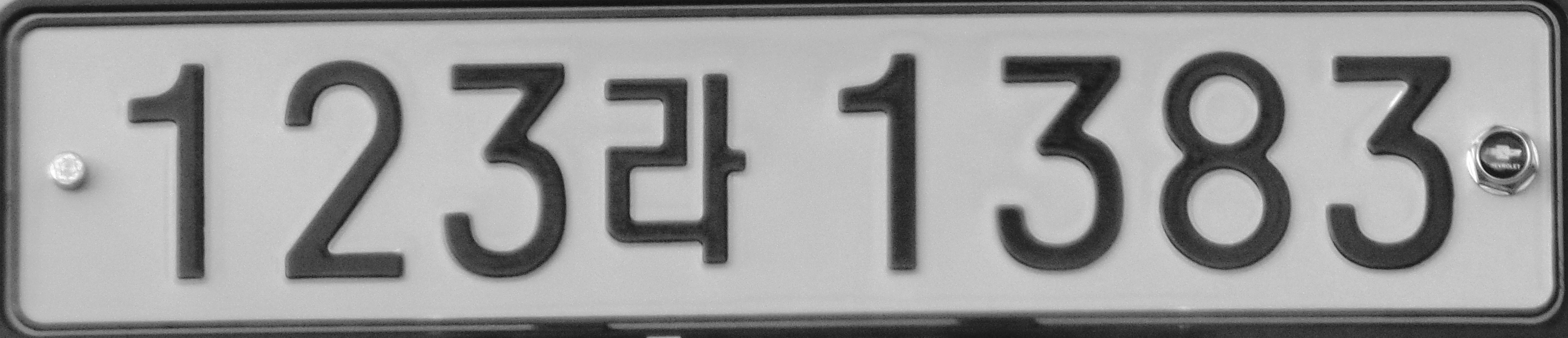
2019년  9월 1일부터 적용된 세자리 (페인트식)번호판
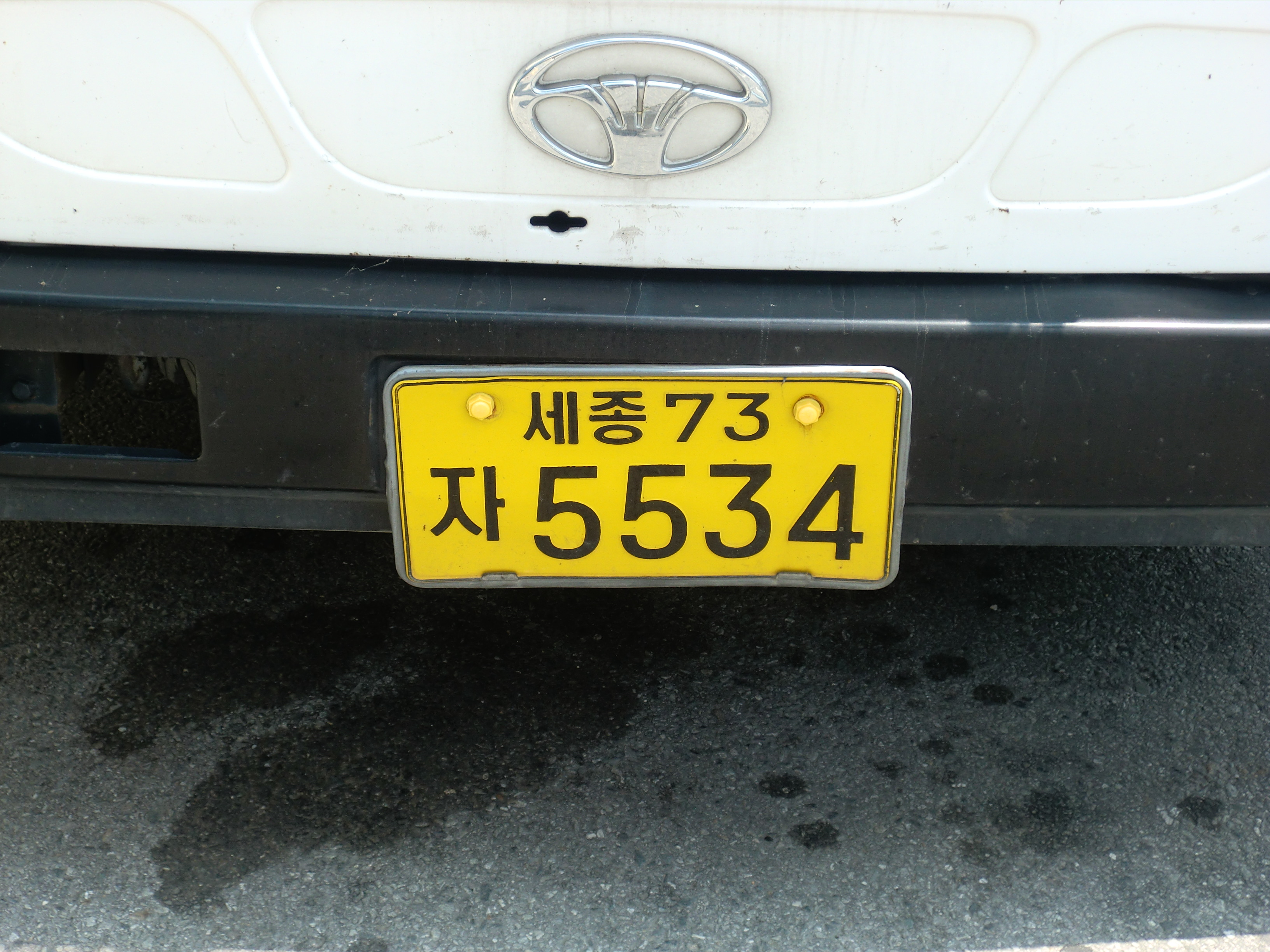
세종시 버스 번호판
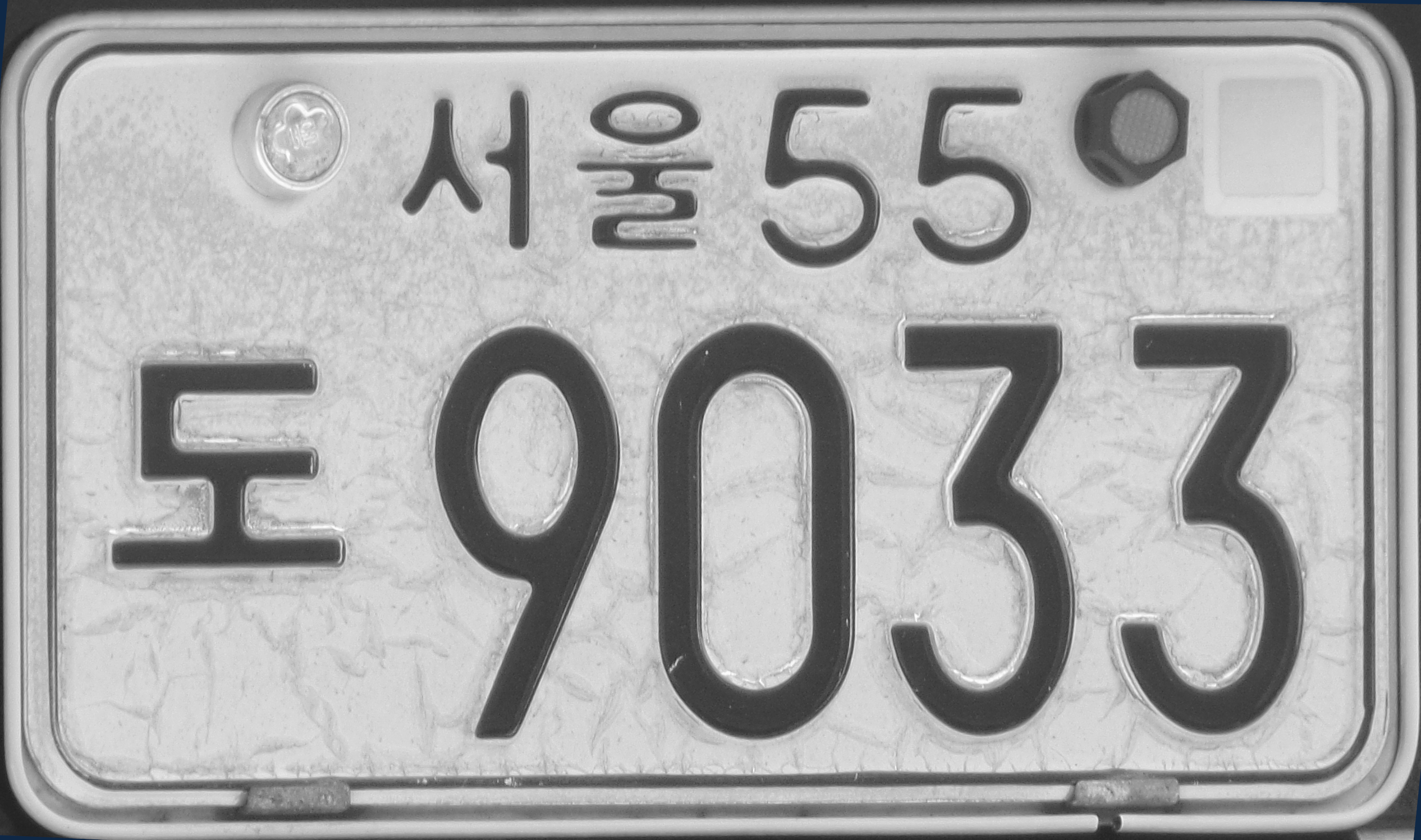
2003년에 일시적으로 수도권 지역을 대상으로 시범 적용된 번호판 중 흰색 바탕의 반사 번호판 (서울 강남)
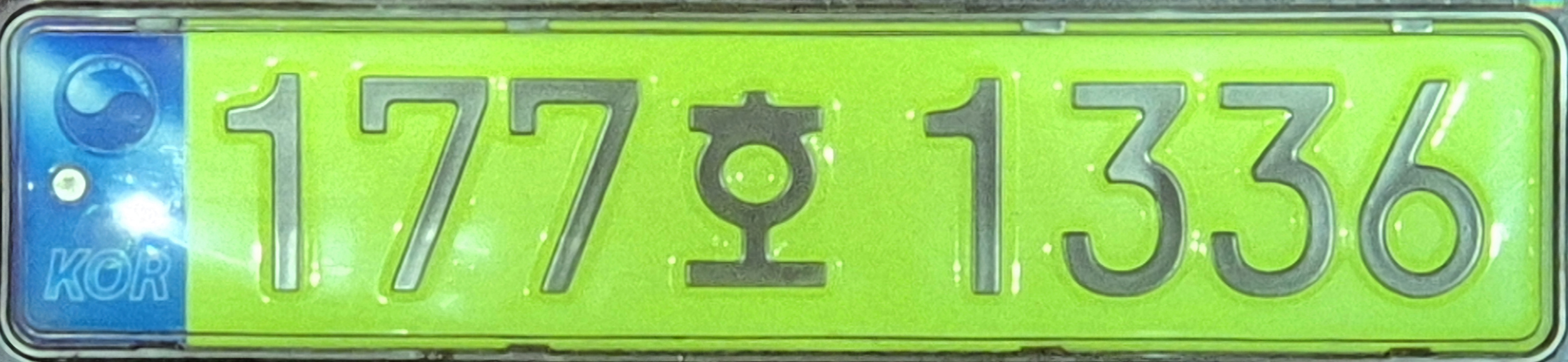
2024년 1월 1일부터 적용된 법인 번호판 (반사필름식)

## 건설기계(굴삭기, 덤프트럭 등)
승용차, 승합차 및 화물차의 번호판은 자가용과 영업용으로만 구분되어 있지만 건설기계는 자가용과 영업용으로만 구분되어 있는 것이 아니라 관용으로도 구분되어 있다. 또 건설기계의 영업용 번호판은 승용차, 승합차와 화물차의 사업용 번호판과는 달리 "영"이라는 글자가 들어간 원이 표기되어 있다. "영"은 영업용이란 뜻이다.
건설기계의 번호판은 1976년부터 사용되기 시작했으며, 건설기계관리법에 의해 건설기계등록번호표로 부른다. 건설기계등록번호표의 규격,
재질 및 표시방법은 건설기계관리법 시행규칙 별표2와 같다.(사이즈: 덤프트럭, 콘크리트믹서트럭(레미콘), 콘크리트펌프, 타워크레인 60×28cm, 그외 건설기계 40×22cm)

- (자가용 및 관용 예시): 서울 01-0000
- (사업용 예시): 영 서울 01-0000
- 2022년 11월 26일부터는 지역명이 삭제되고 일반 승용차 번호판과 구분을 위해 앞에 0을 붙이며 변경 전에는 자가용은 녹색 바탕 흰색 글자였으나 변경후에는 자가용 관용 구분이 없어지며 규격이 52x 11cm로 변경된다.

차종기호는 아래와 같다.
- 불도저: 01
- 굴삭기 (포크레인): 02
- 로더: 03
- 지게차: 04
- 스크레이퍼: 05
- 덤프트럭: 06
- 기중기 (크레인) : 07
- 모터 그레이더: 08
- 롤러: 09
- 노상안정기: 10
- 콘크리트 배칭플랜트: 11
- 콘크리트 피니셔: 12
- 콘크리트 살포기: 13
- 콘크리트 믹서트럭 (레미콘): 14
- 콘크리트 펌프카: 15
- 아스팔트 믹싱플랜트: 16
- 아스팔트 피니셔: 17
- 아스팔트 살포기: 18
- 골재 살포기: 19
- 쇄석기: 20
- 공기압축기: 21
- 천공기: 22
- 항타 및 항발기: 23
- 사리 채취기: 24
- 준설선: 25
- 특수 건설기계: 26
- 타워크레인: 27

번호판의 색상은 다음과 같이 구분된다.
- 녹색 바탕, 흰색 글자: 자가용
- 주황색 바탕, 흰색 글자: 사업용 (영업용)
- 흰색 바탕, 검은색 글자: 관용

1994년 3월 24일까지 사용된 사업용 번호판은 중기관리법에 의하여, 파란색 바탕에 흰색 글자였으며 중간에 글자가 없었다.
번호판에 표시되는 번호가 색상별로 구분된다.
- 자가용 및 관용: 1001~4999 (녹색 바탕, 흰색 글자는 2022년 및 2023년부터는 관용과 같은 색상 및 흰색 바탕과 검은색 글자를 사용)
- 사업용 및 영업용: 5001~9999 (주황색 바탕, 흰색 글자는 2022년 및 2023년부터는 주황색 바탕과 검은색 글자를 사용)

2019년 3월 19일부터는 건설기계 중 첨단안전장치 등을 설치한 경우 앞쪽 등록번호표의 간섭으로 기존 규격의 번호표를 부착하기 어렵다고 판단되는 경우 앞쪽 등록번호표에 한하여 보통등록번호표(자동차와 같은 규격인 52x11cm, 다만, 색상은 기존과 같음)를 적용할 수 있으며, 영업용의 "영"을 생략할 수 있다. 실제로 유럽에서 수입된 일부 덤프트럭(예: 스카니아, 볼보, 벤츠, 만, 이베코 등)의 앞쪽에 보통등록번호표가 부착되어 있다.

### 사진

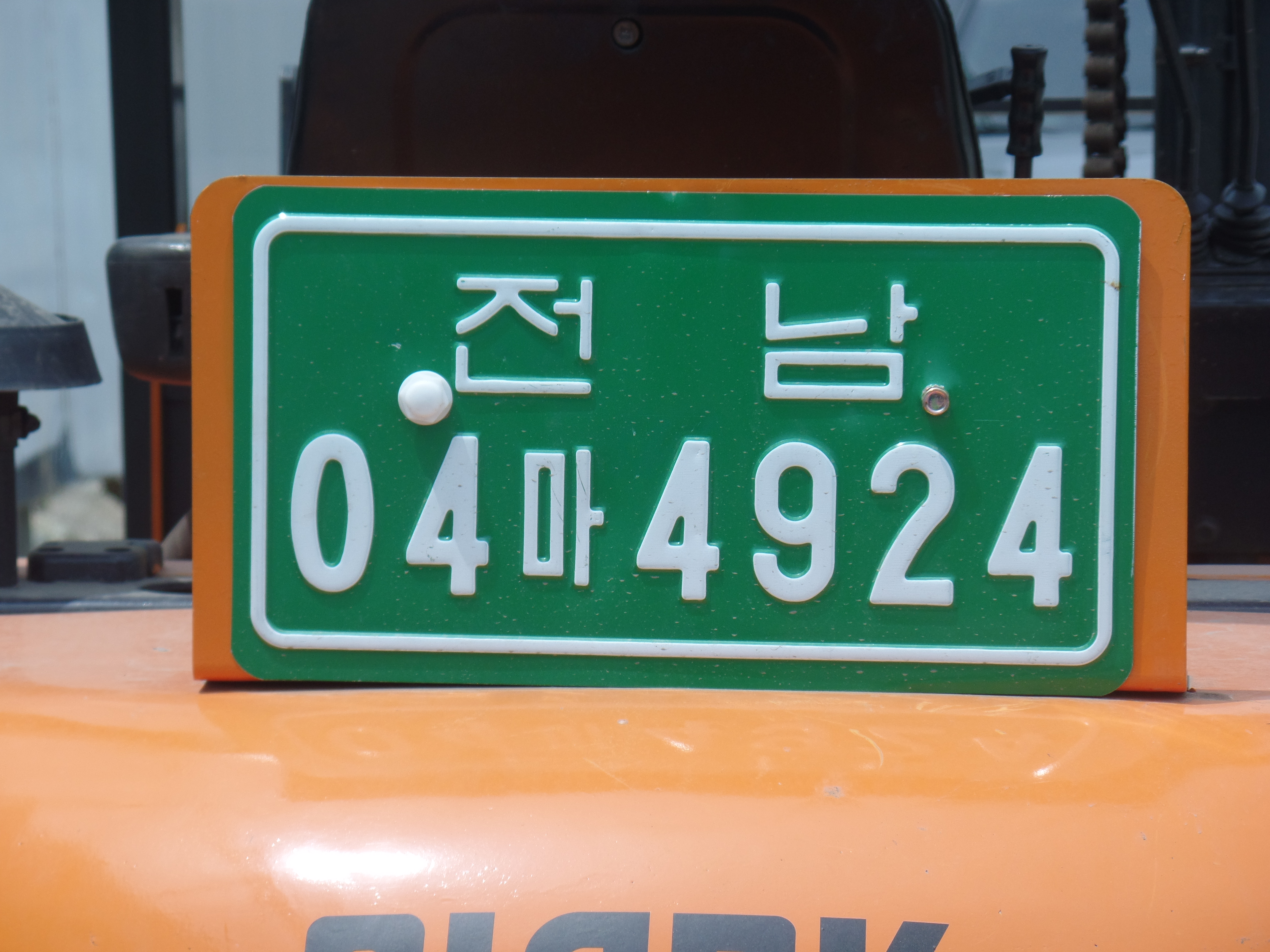
자가용 지게차 번호판
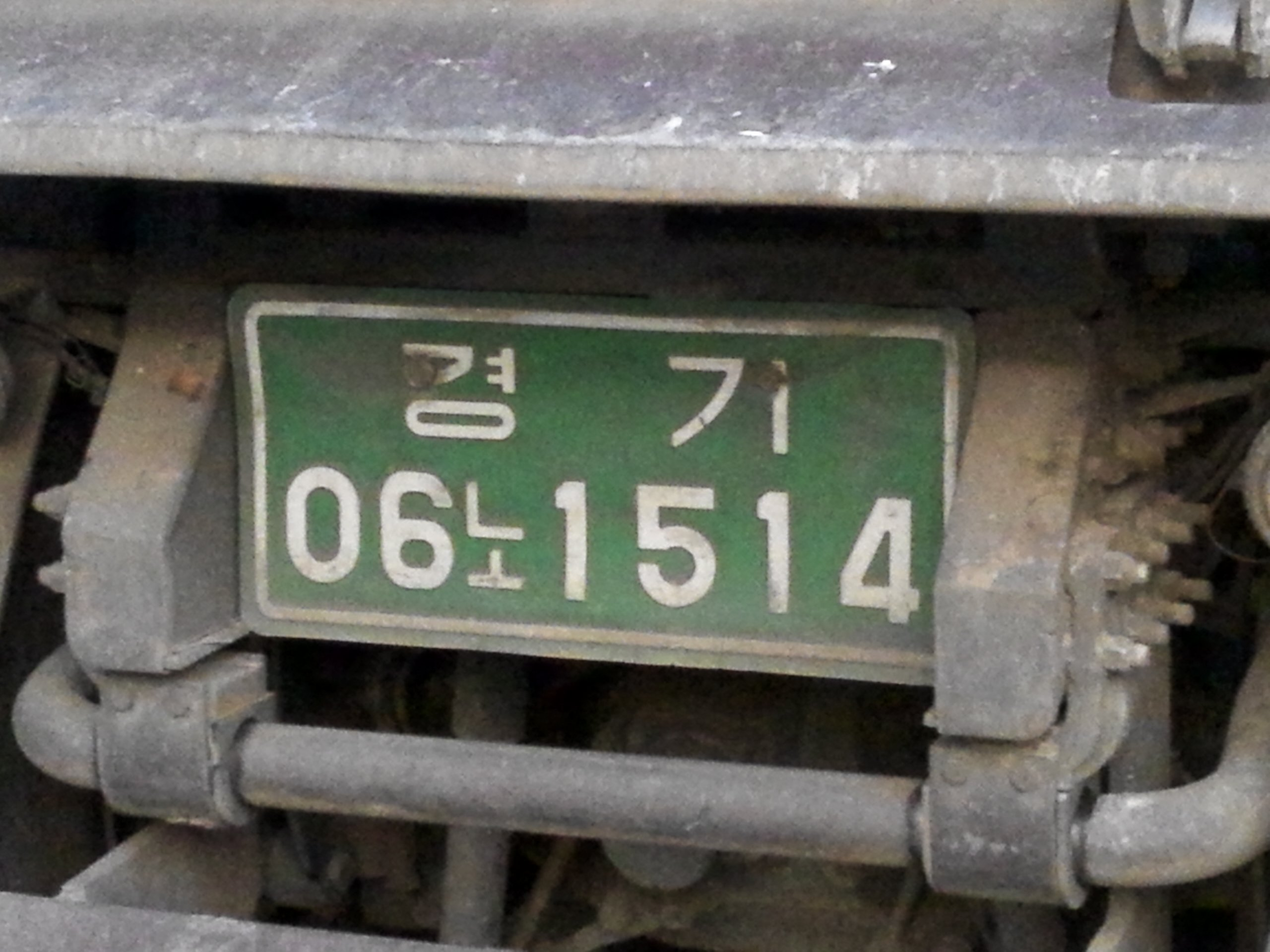
자가용 덤프트럭 번호판
영업용 불도저 번호판
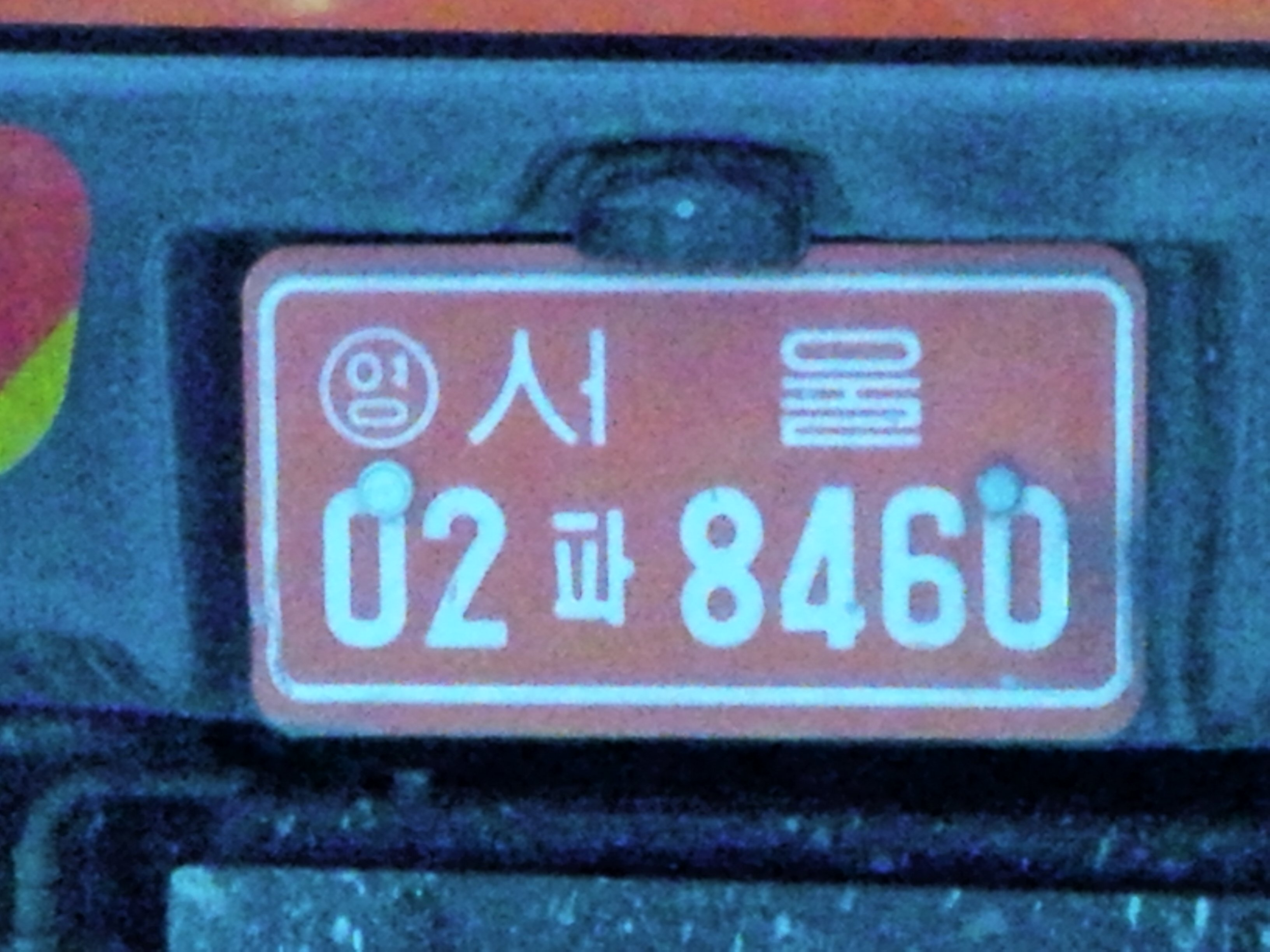
영업용 굴삭기 (포크레인) 번호판
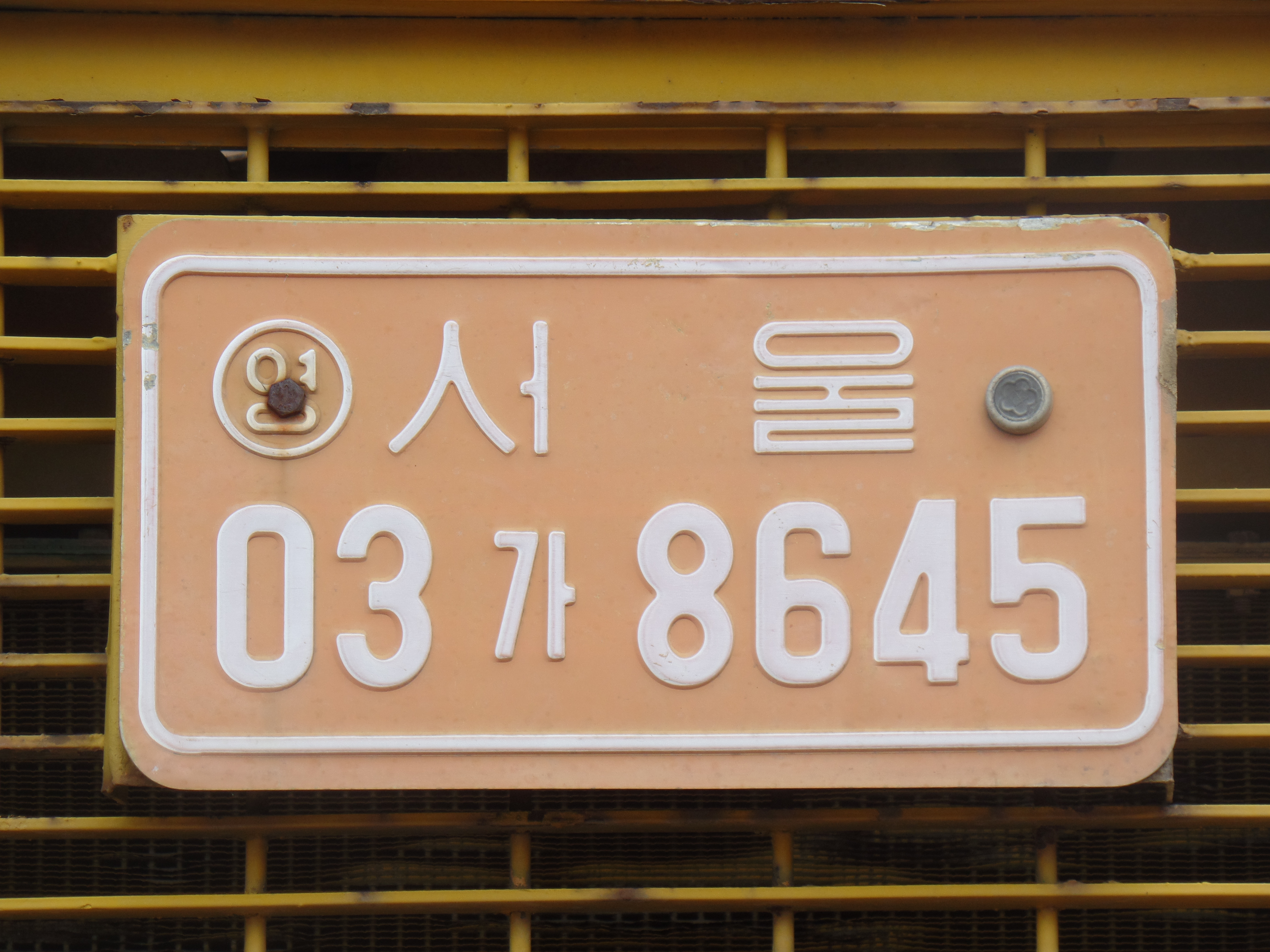
영업용 로더 번호판
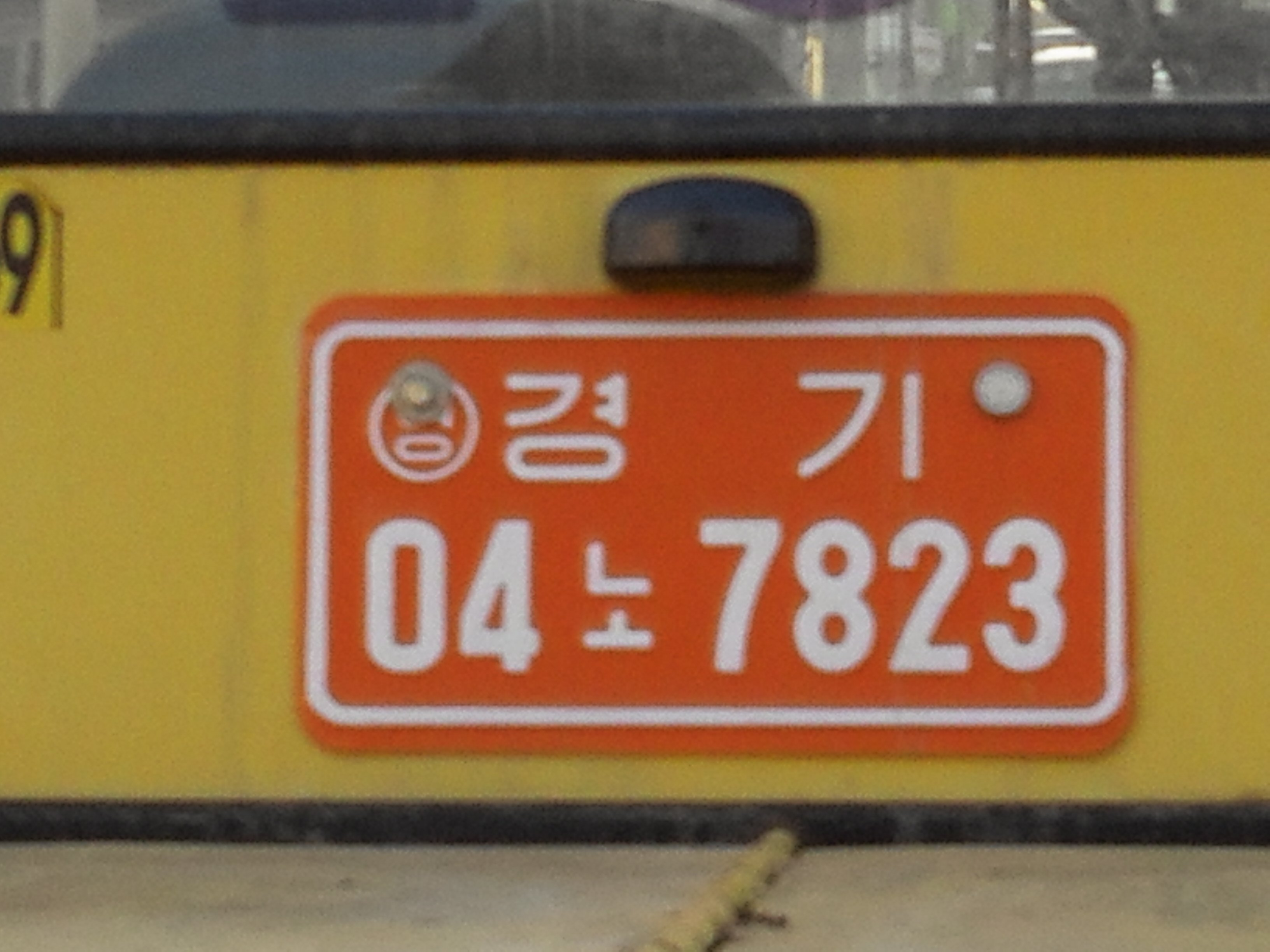
영업용 지게차 번호판
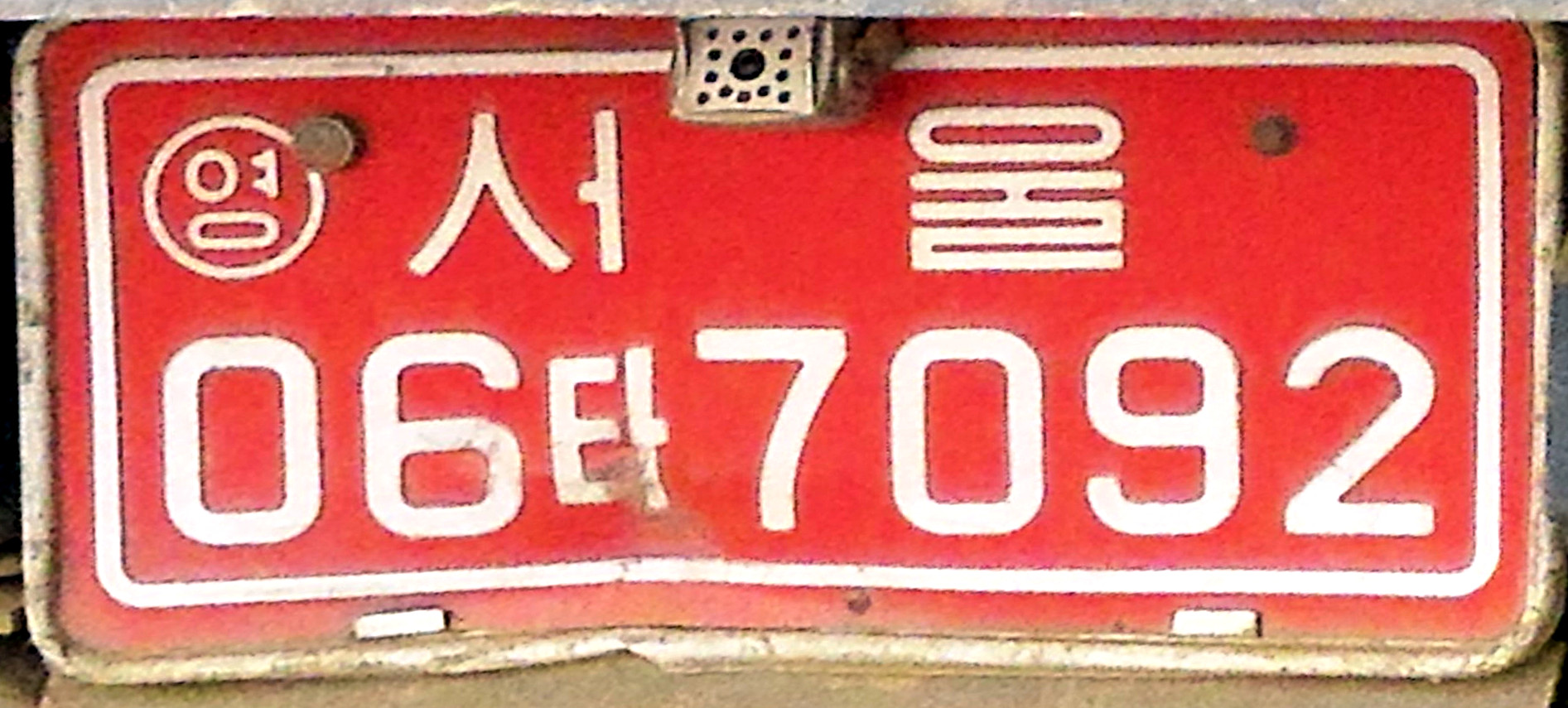
영업용 덤프트럭 번호판
영업용 기중기 (크레인) 번호판
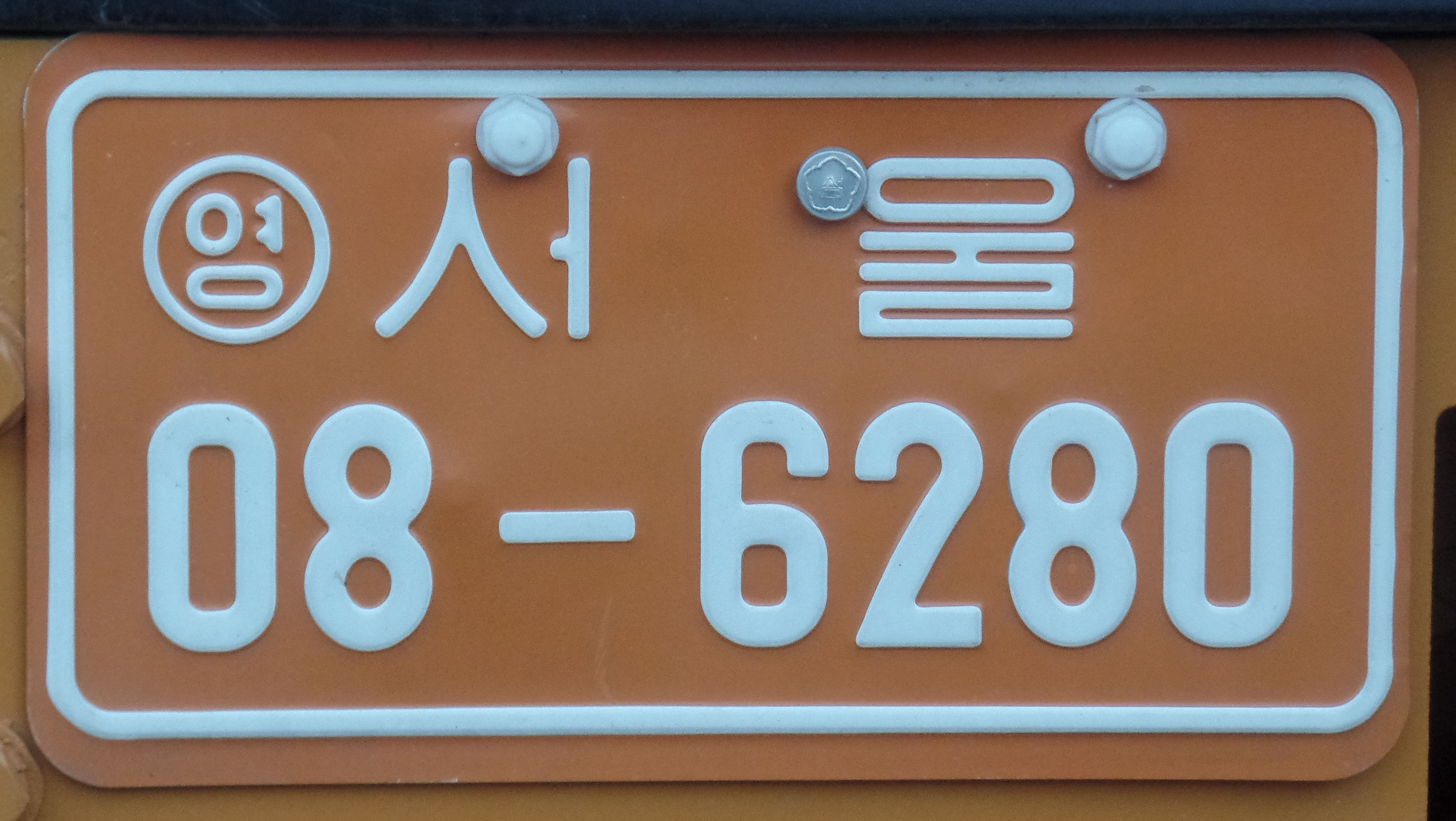
영업용 모터 그레이더 번호판
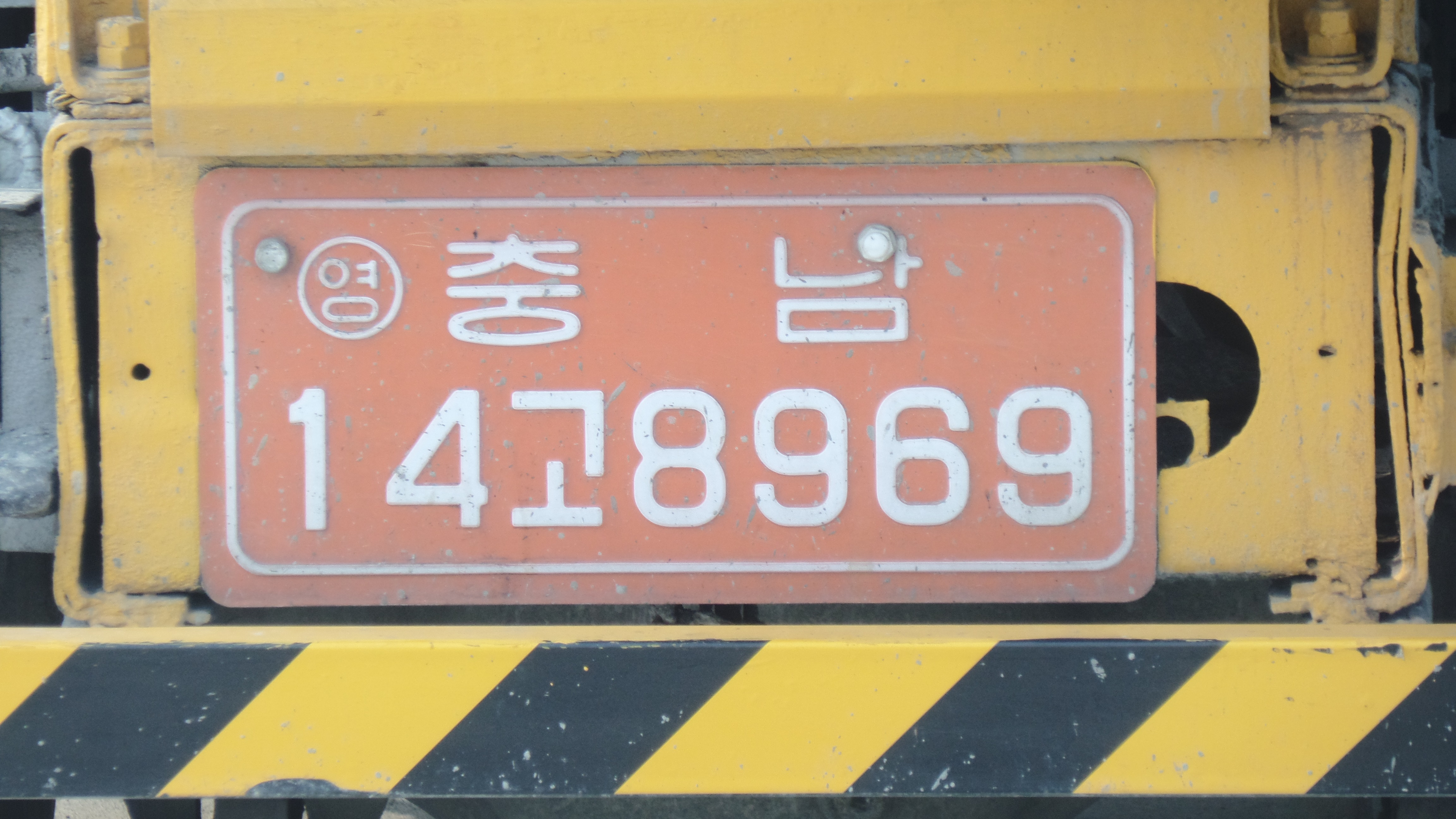
영업용 콘크리트 믹서트럭 (레미콘) 번호판
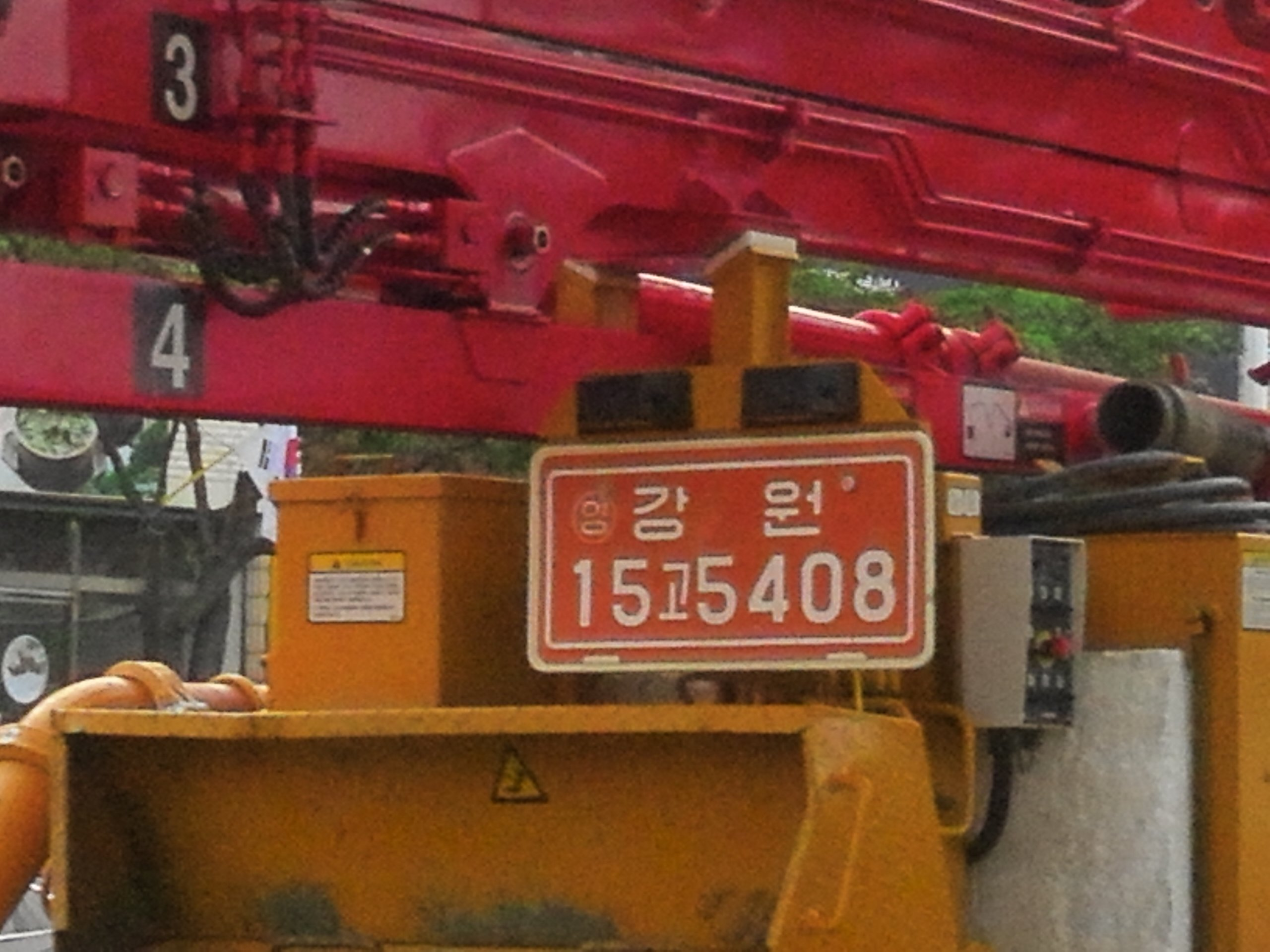
영업용 콘크리트 펌프카 번호판
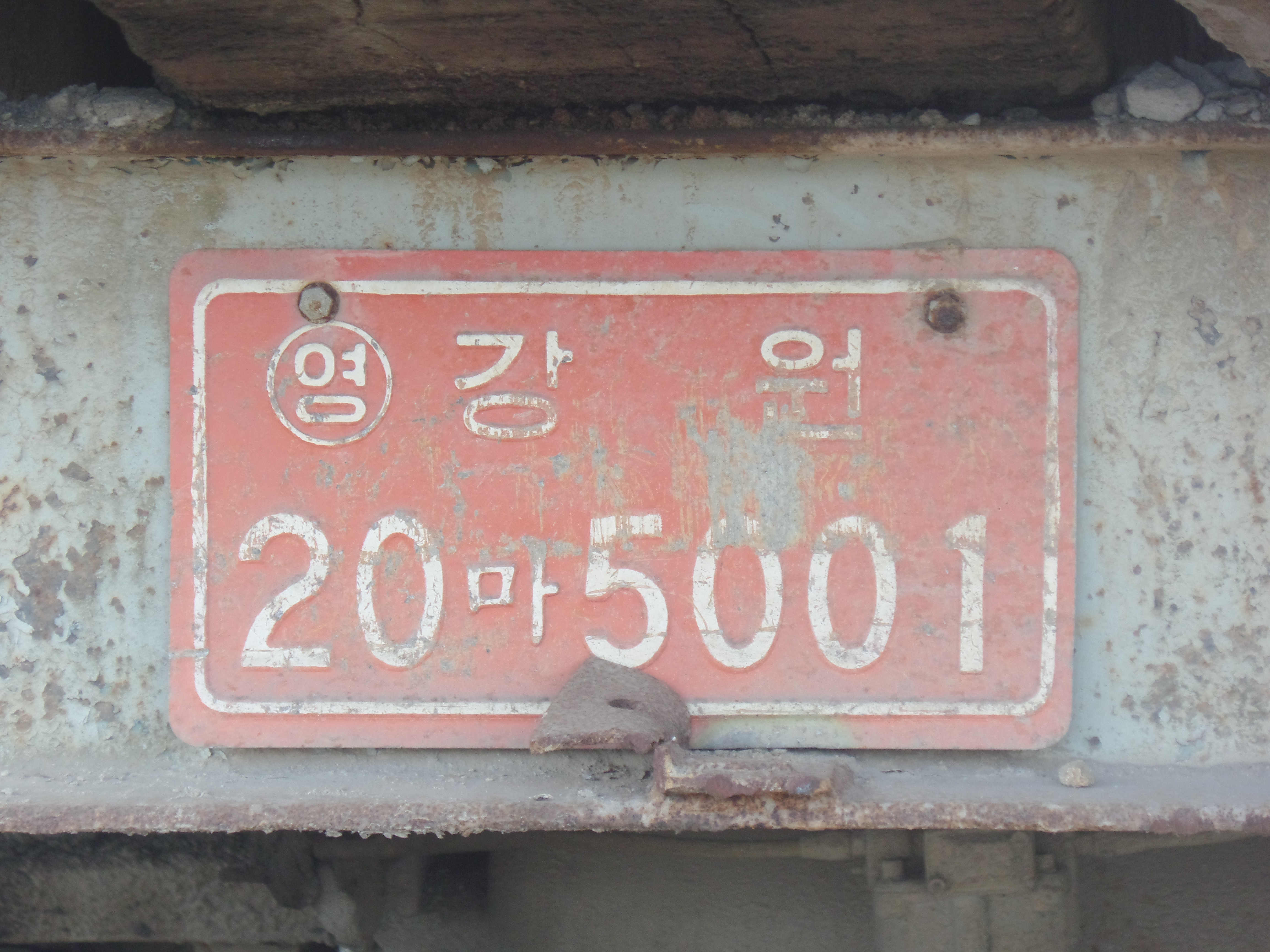
영업용 쇄석기 번호판
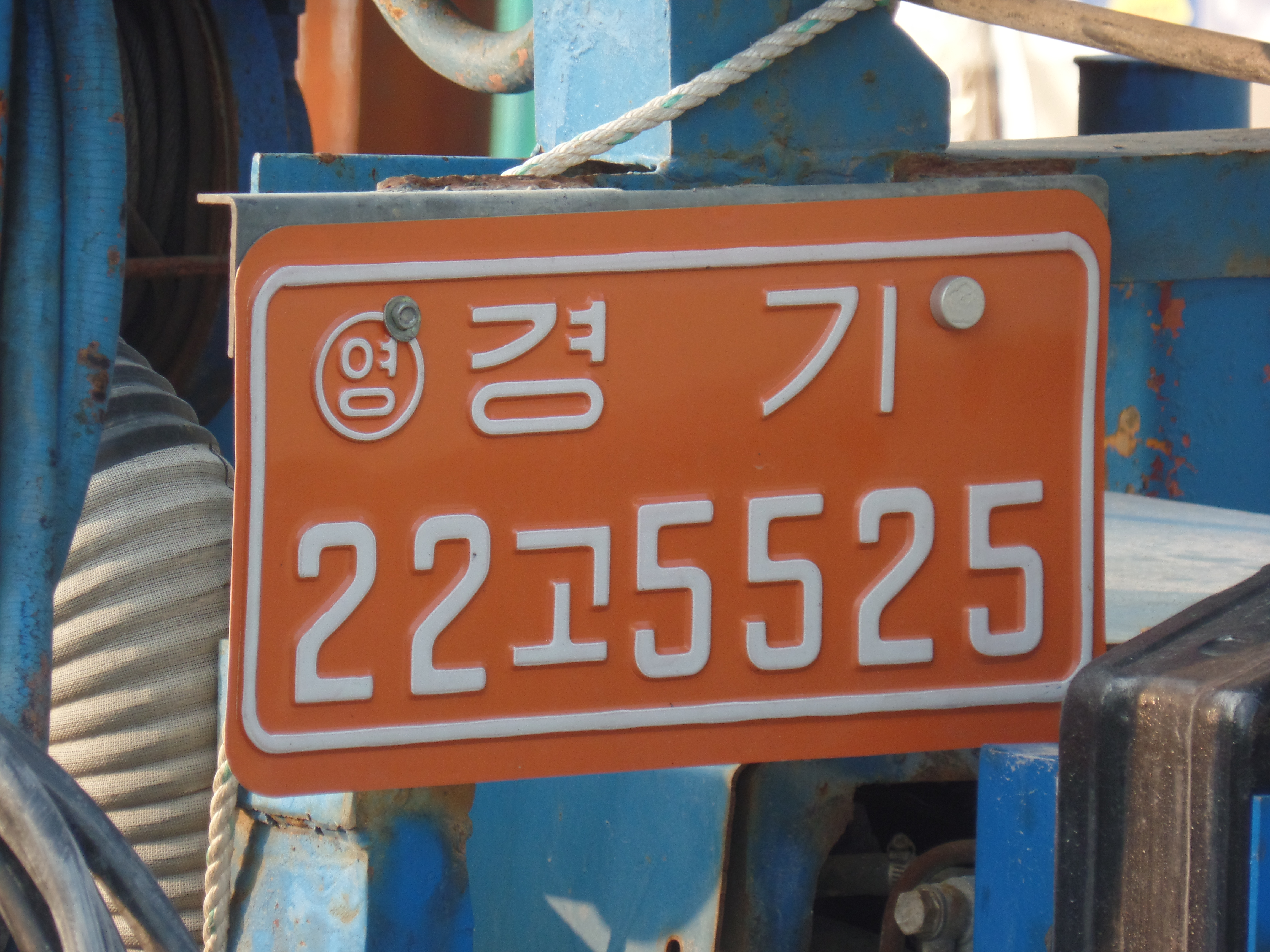
영업용 천공기 번호판
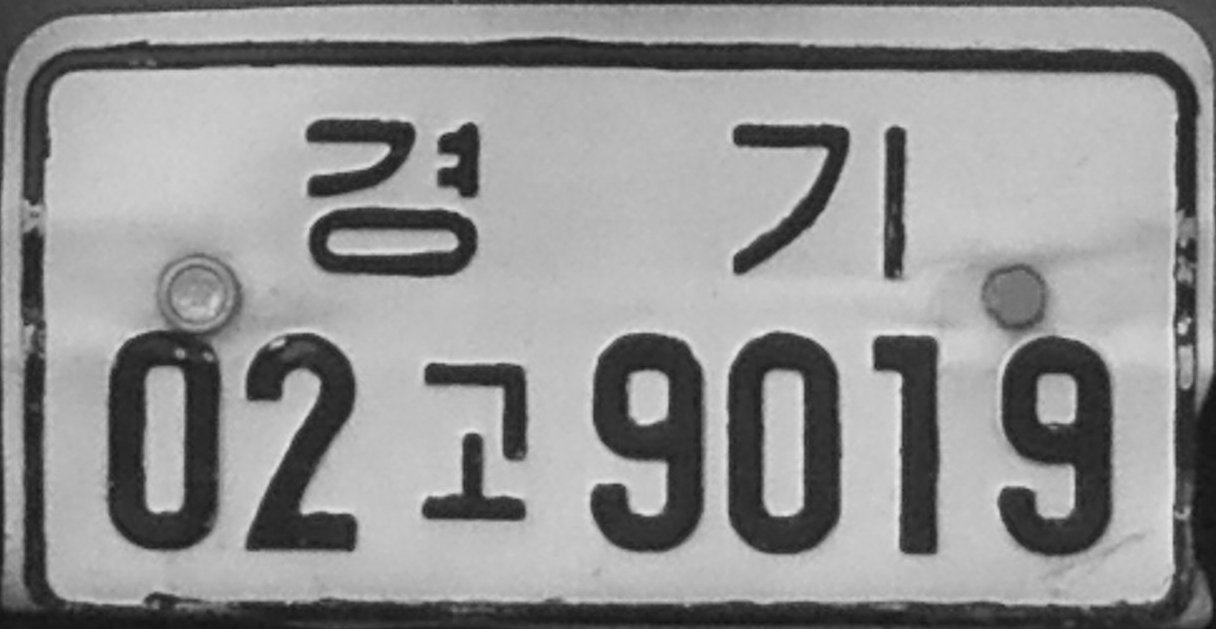
관용 굴삭기 (포크레인) 번호판
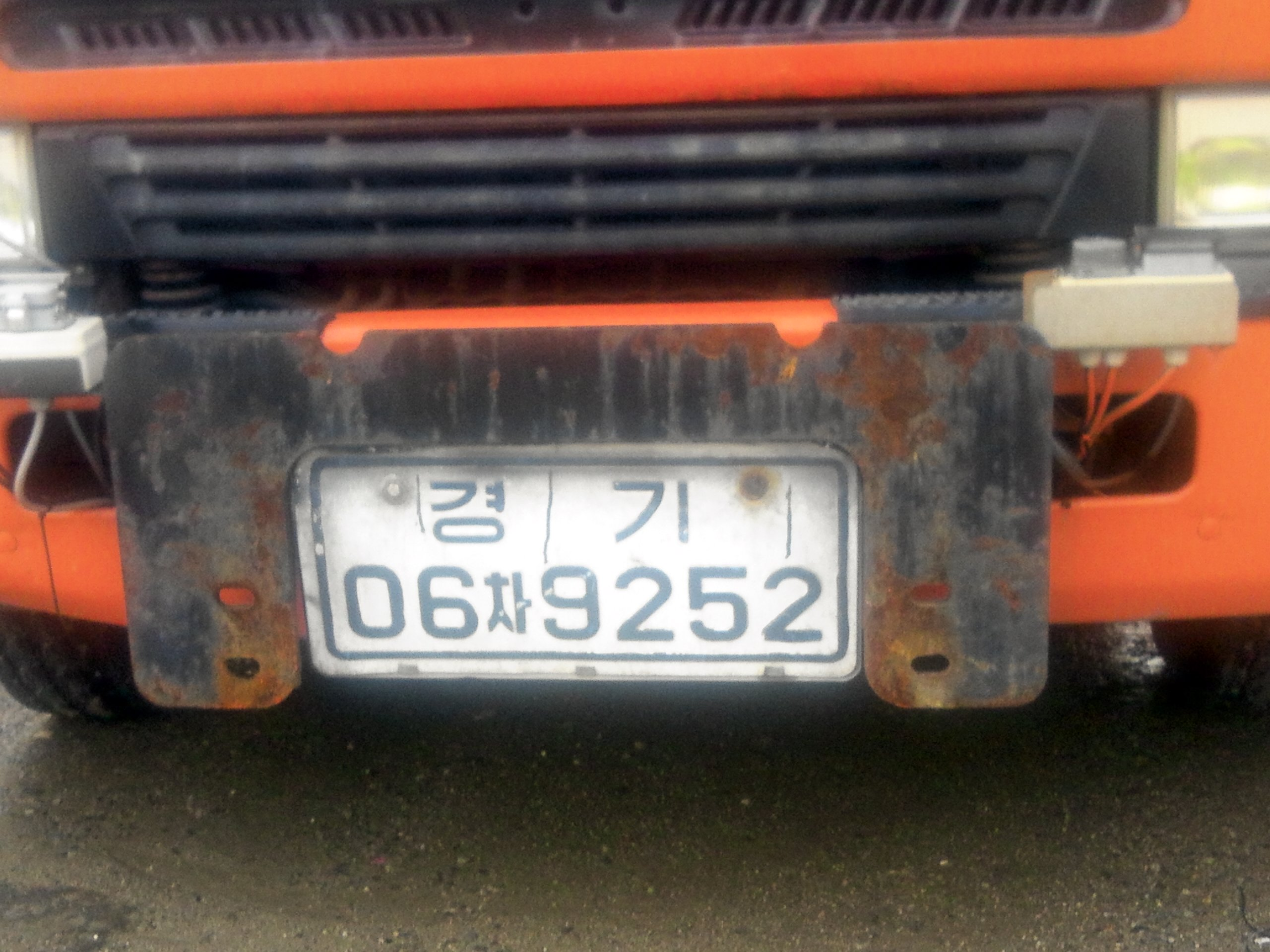
관용 덤프트럭 번호판
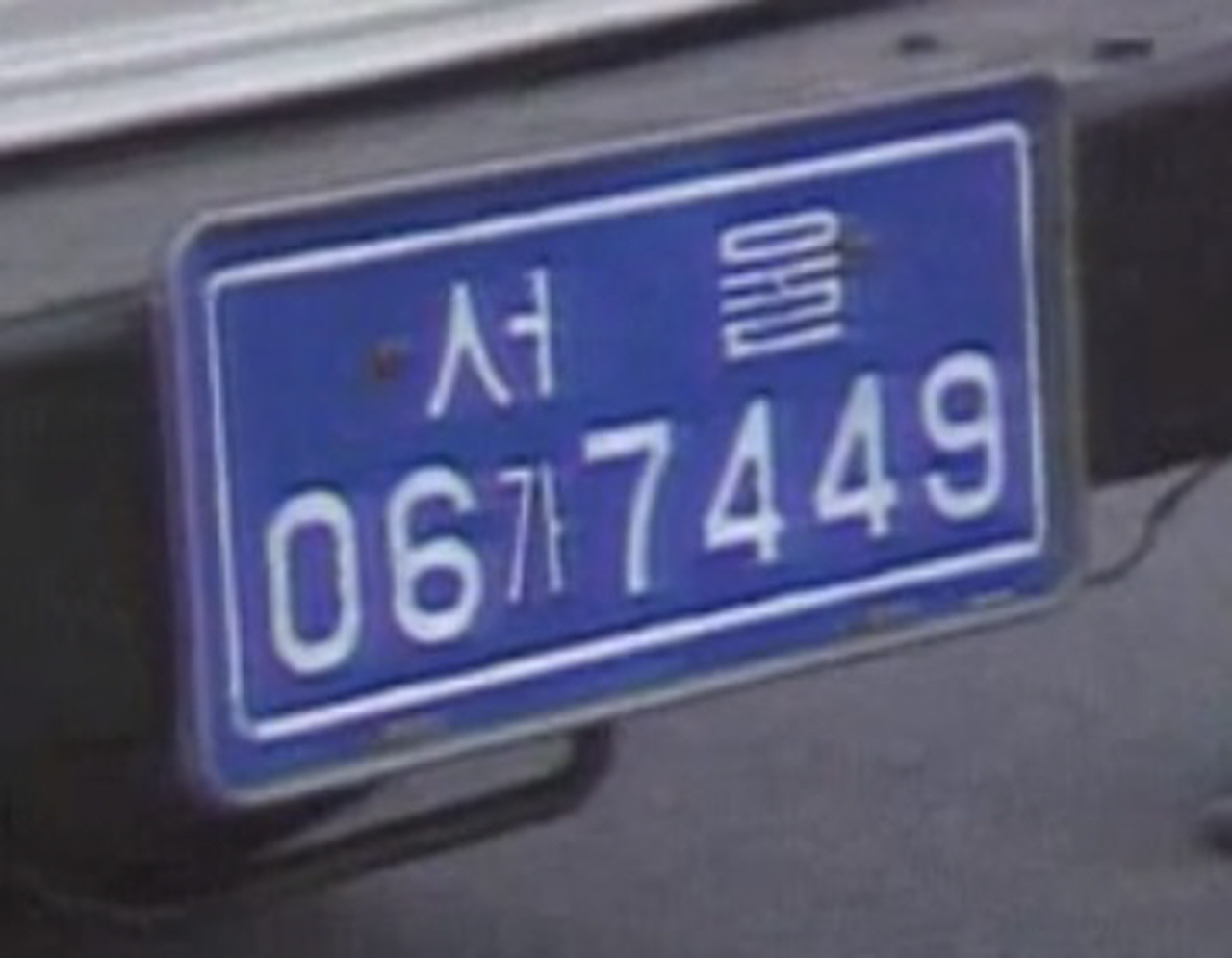
1994년 이전 건설기계 영업용번호판
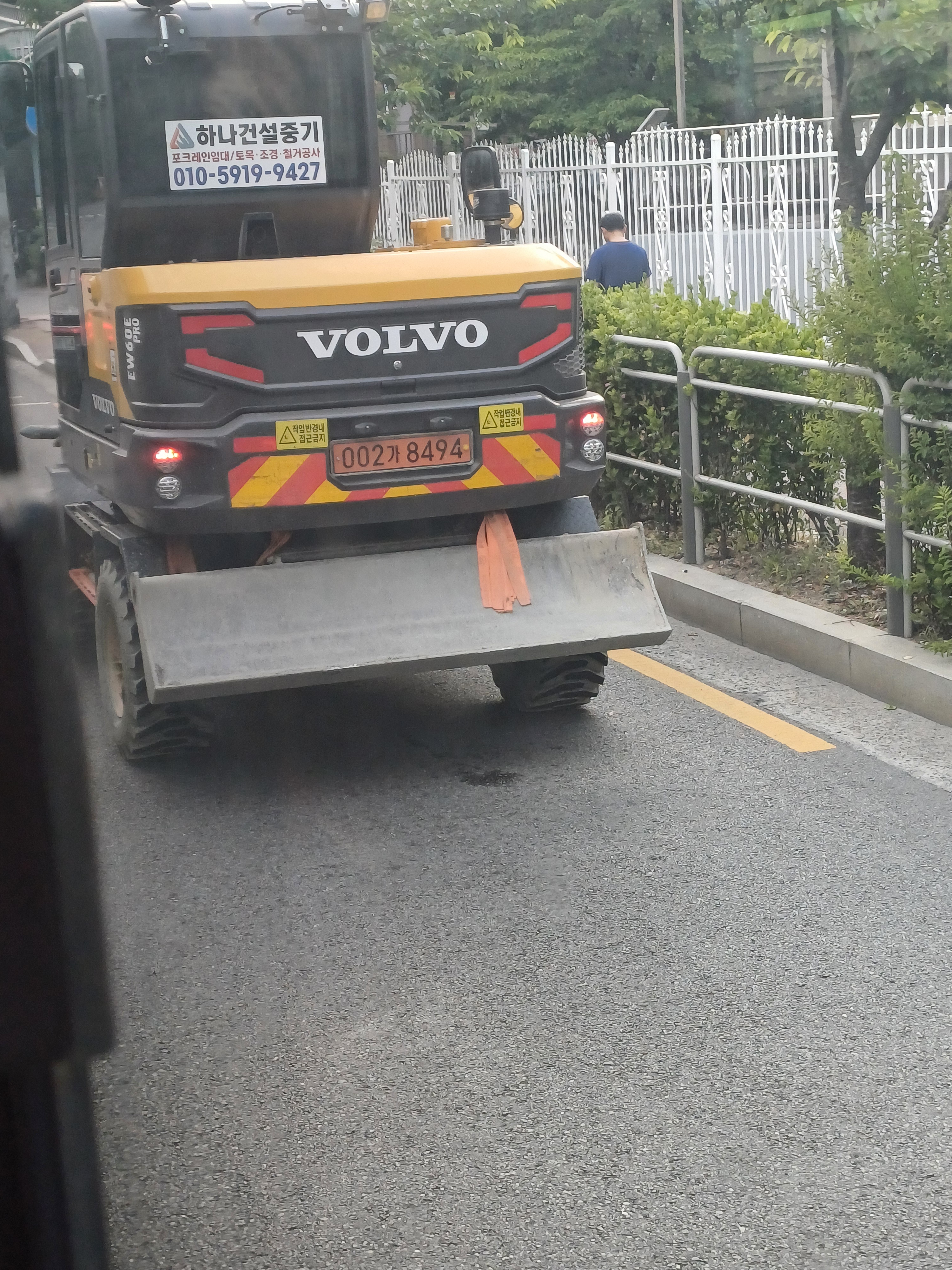
대한민국의 차량번호판(포크레인)

## 이륜자동차(모터사이클)
승용차, 승합차, 화물차는 차량등록사업소에서 등록을 하여 번호판을 부착하는 것과는 달리 이륜자동차(모터사이클)의 경우 시,군,구청이나 읍,면,동 주민센터에서 사용신고를 하여 차체 후면에 번호판을 부착하는 것이 특징이다.
기본적으로 번호판의 바탕은 흰색, 글자는 파란색이며, 등록지역의 표기가 남아있는 것이 특징이다. 2003년 이전의 승용차, 승합차 및 화물차의 번호판처럼 등록지의 도, 특별시나 광역시만 표기된 것과는 달리 시, 군, 구도 표기되어 있다.
승용차, 승합차 및 화물차 번호판과는 달리 자가용과 사업용 번호판 구분이 되어 있지 않다. 50cc 미만(2011년 이전까지 자동차관리법 상 자동차에 해당되지 않았으며, 2012년 이후 자동차에 해당함)인 경우에는 2011년 12월 31일 이전까지 사용신고대상에 포함되어 있지 않았기 때문에 번호판을 부착할 필요가 없었지만, 2012년 1월 1일에 시행된 개정 자동차관리법에 따라 2012년부터는 50cc 미만인 경우에도 사용신고대상에 포함되어 번호판을 부착하게 되었다. 번호판의 바탕이 흰색인 것을 제외하면 지방마다 제작소마다 번호판의 규격이 정확하지 않으며, 일부 번호판의 경우에는 바탕은 흰색이지만 글자가 검은색 (또는 녹색)인 경우도 있다. 이륜자동차의 번호판 부착 기준과 형태는 아래와 같다.
| 법 및 제도   | 1~49cc | 50cc~125cc       | 126cc~     |
| ------------ | --- | ---------------- | ---------- |
| 자동차관리법 | 경형이륜자동차 (2012년 1월 1일 시행) (2011년 12월 31일까지는 자동차관리법에 의한 구분에 명시되어 있지 않았음) | 이륜자동차       | 이륜자동차 |
| 도로교통법   | 원동기장치자전거                                                                                              | 원동기장치자전거 | 이륜자동차 |
| 번호판       | 2012년 1월 1일부터 부착 (2011년 12월 31일까지는 미부착)                                                       | 부착             | 부착       |

- 예시: 서울 동대문 가 0000

### 광역자치단체 추가 관련 사항
- 광역자치단체가 추가되면서 번호판에 있는 지역 식별 부호가 추가되었다. 세종특별자치시의 출범으로 인해 이륜자동차의 번호판에 "세종 바 XXXX"와 같은 형식의 번호가 사용된다.

### 사진

지역표기가 경기도 미금시(현 남양주시)로 표기된 이륜차 번호판
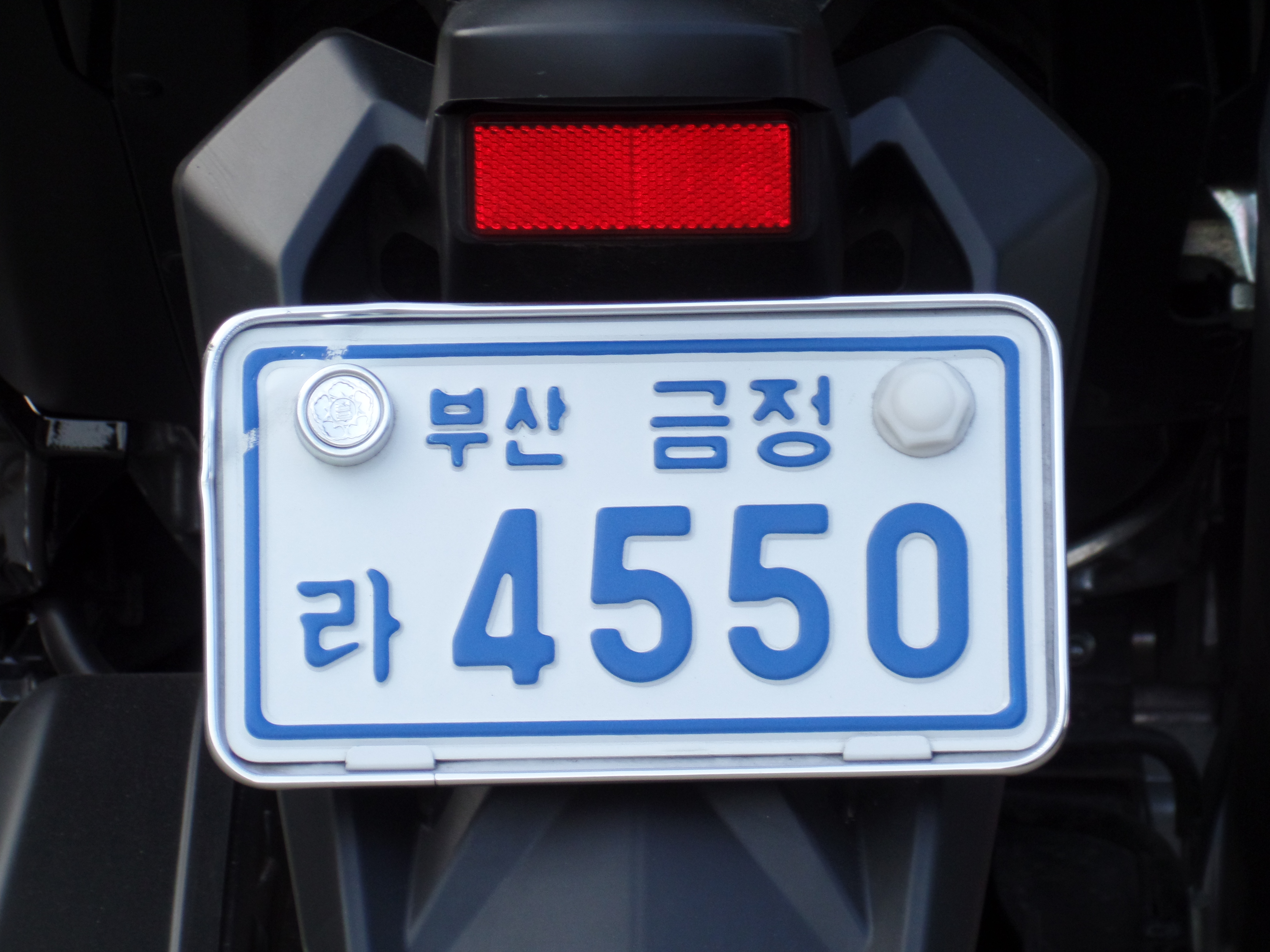
지역표기가 부산광역시 금정구로 표기된 이륜차 번호판

## 번호판 규격

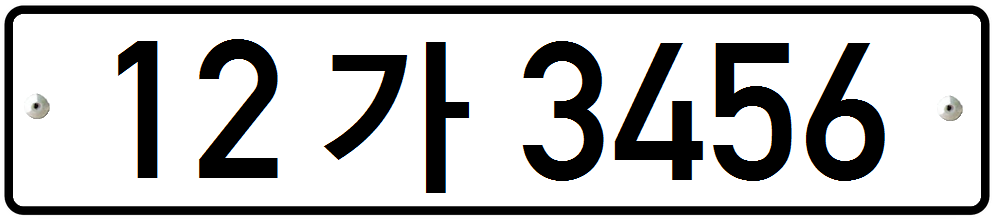
자가용(유럽식)
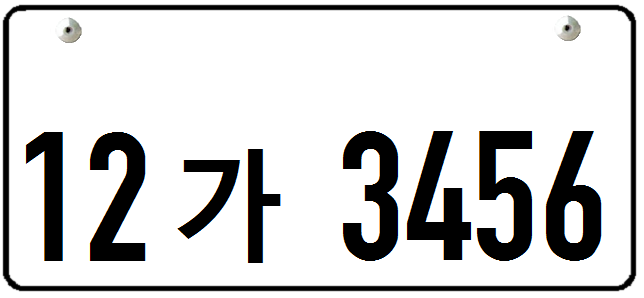
자가용(미국식, 335x155mm)
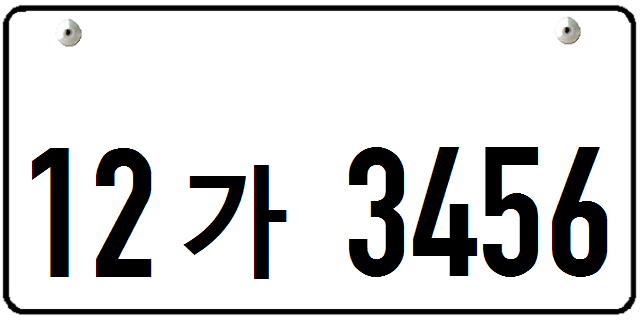
자가용(대형차용, 440x220mm)
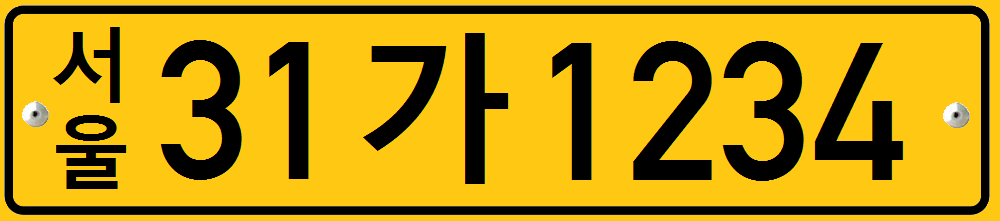
영업용(유럽식)
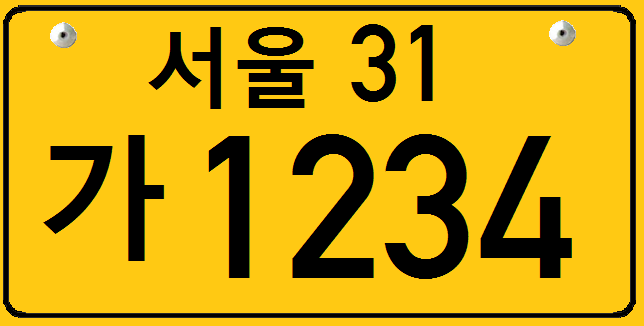
영업용(미국식, 355x155mm)
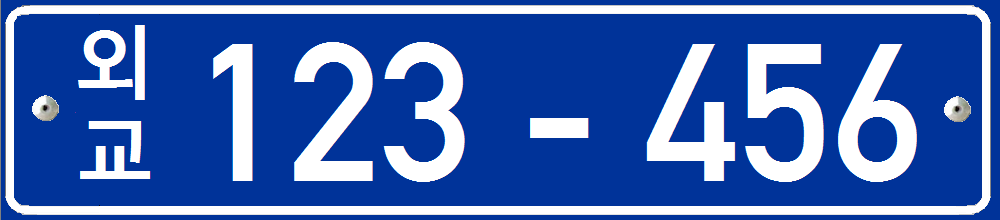
외교용(유럽식)
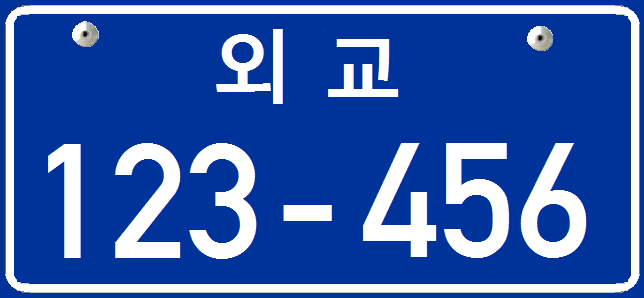
외교용(미국식)
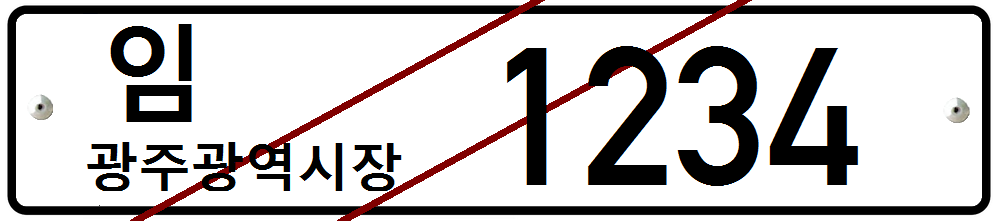
임시 번호판(유럽식)

## 군용 차량

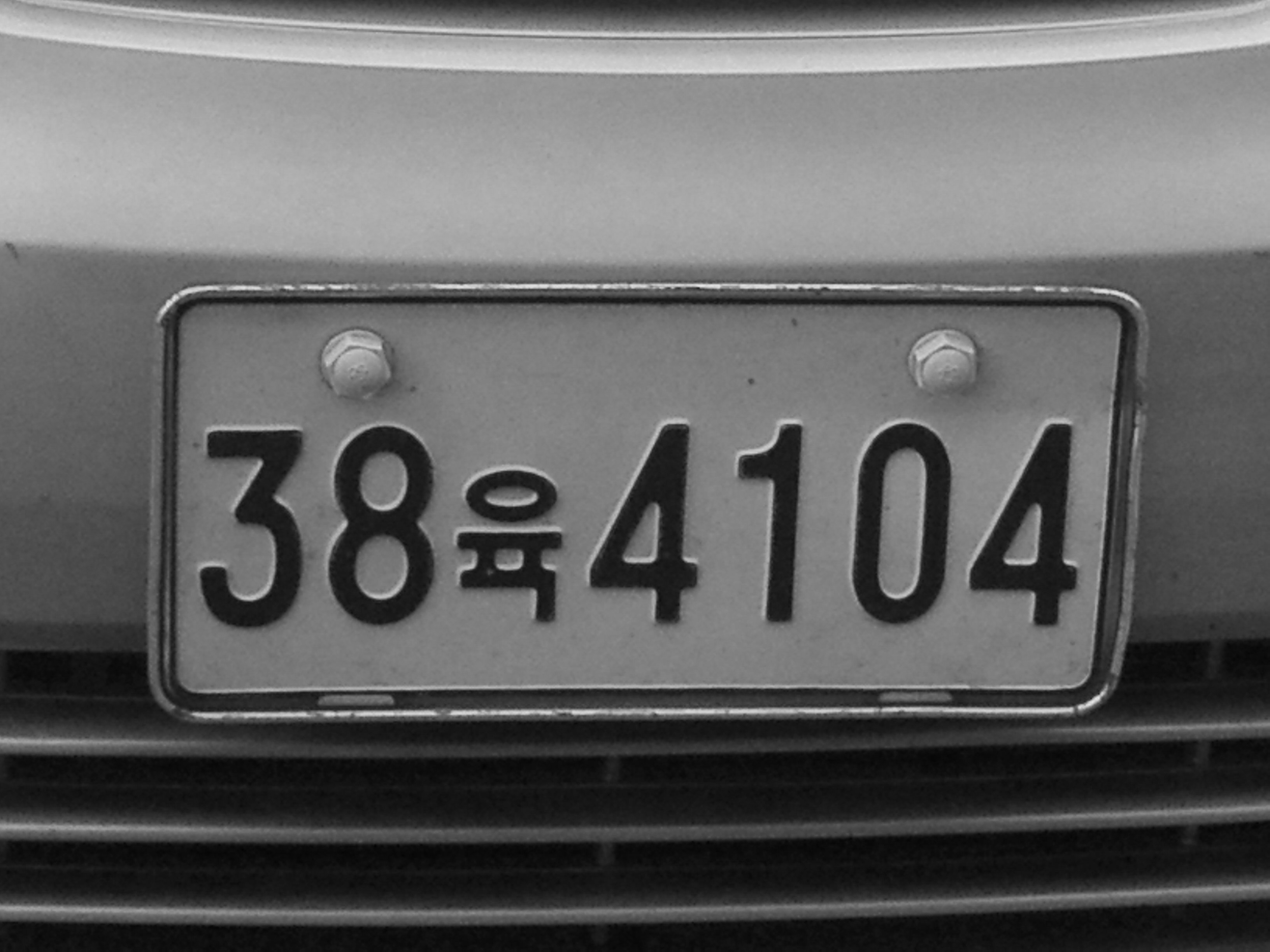
2007년부터 적용된 육군 소속의 차량 번호판

군용 차량은 민수용 차량(승용차, 승합차, 위장무늬가 없는 화물차)에 번호판을 부착하며, 위장무늬가 있는 군 작전용 차량(군용 지프 차량, 군용 트럭, 장갑차, 전차 등을 말함)인 경우에는 번호판을 부착하지 않는다. 2014년부터 도입하는 군용 목적의 민수용 화물차는 일반 번호판 대신 군 작전용 차량과 마찬가지로 부대 통상명칭, 부대번호, 차량 호수 표기로 바뀌었으나 위장무늬를 하지 않은 군용 목적의 민수용 화물차는 번호판을 달아야 한다. 군 작전용 차량인 경우에는 차량 범퍼나 차체 앞면을 기준으로 왼쪽에는 부대의 통상 명칭이나 부대의 번호, 오른쪽에는 차량 호수를 표기한다. 또 장군용 승용차와 지프 차량인 경우에는 차량 번호판 대신 장군의 계급이 표기된 성판(또는 별판)을 부착하기도 한다. 육군, 해군 소속의 군사경찰 순찰차는 일반 번호판을 공군 소속의 군사경찰 순찰차는 일반 번호판 대신 군 작전차량처럼 부대의 통상명칭과 차량호수를 표시하며 공군 군사경찰 병과마크판을 장착한다.
1973년 4월 15일부터 2006년 12월 31일까지는 1972년 1월 1일부터 2003년 12월 31일까지 제조된 사업용 승용차, 승합차 및 화물차의 번호판 규격(녹색 바탕에 하양 숫자 글자, 굴림체와 명조체의 문자 글자)에 지역표기만 빼고 용도에 따라 "국", "합", "육", "해", "공"이라는 글자가 들어간 원이 표기되어 있었다. 2007년 1월 1일부터 사업용 승용차, 승합차 및 화물차의 번호판이 "유럽형 번호판(자가용 기준으로 흰색 바탕 검정 글자)"으로 수정된 이후에는 군용 차량의 번호판도 유럽형 번호판과 같은 기준으로 바뀌었으며, 용도기호가 글자가 들어간 원에서 글자로 바뀌었다. 군차량의 번호판 식별번호의 경우 차종번호 구분없고 각 부대별로 부여되는 번호이다.
(예시) 01 국 0000
용도기호는 아래와 같다.
- 국: 국방부 및 직할부대
- 합: 합동참모본부 및 직할부대
- 육:  대한민국 육군
- 해:  대한민국 해군,  대한민국 해병대
- 공:  대한민국 공군

### 성판
장군용 승용차와 지휘관용 지프 차량에 부착하는 성판(또는 별판)의 경우에는 차량을 이용하는 장군의 계급이 표기되어 있다. 지휘관용 SUV 차량의 경우에는 위장무늬가 있으며, 범퍼에 부대명과 차량 호수를 표기한다. 지휘관용 차량의 공통점은 각 부대의 1호차이며, 성판에는 차량을 이용하는 장군의 신분 중 일부(국방부 장관, 합동참모의장, 참모총장, 해병대 사령관)의 경우에는 장군의 계급 뿐만 아니라 신분을 나타내는 로고(국방부 로고, 해당 신분의 문양, 각 군의 로고)가 표기되어 있는 경우도 있다.
성판의 색상은 아래와 같다.
- 육군/해병대: 빨간색 바탕
- 해군: 남색 바탕
- 공군: 하늘색 바탕

## 관용 차량 (외교관 차량 등)
외교관 차량과 같은 관용 차량의 경우, 최초 황색 바탕의 흑색 글씨로 이루어진 번호판을 사용하였으나 2002년 한·일 월드컵을 전후로 현재의 청색 바탕의 백색으로 된 글씨로 이루어진 번호판을 사용한다. 최초에는 차량종류기호를 붙인 '외교 1 000000'으로 사용하였으나, 현재는 차량분류를 없애고 '외교 000-000'와 같이 사용한다.
용도기호는 아래와 같다.
- 외교: 외교관용
- 영사: 영사용
- 준외: 준외교관용
- 준영: 준영사용
- 국기: 국제기구용
- 이외에도 기타외교용으로 '대표'와 '협정'이라는 기호가 있다.

### 사진
- 외교용 미국식규격
- 준외교관용 미국식규격

## 법인 자동차
법인 명의(회사 포함) 자동차를 구매하고 사적으로 사용하는 사치 행위를 막기 위해 2024년 1월 1일부터 8천만원 이상부터 장착하는 도입된 연두색 번호판이다. 문제점은 법인 명의로 수입차 구매하고 8천만원 미만으로 가격을 낮춰서 연두색 번호판을 장착하지 않으려고 한다던지 2024년 1월 1일 이전에 법인 명의로 구입한 자동차는 연두색 번호판을 달지 않아서 하얀색 번호판을 장착도 하고 사적으로 사용할 가능성이 매우 높다.

## 같이 보기
- 차량 번호판
- 조선민주주의인민공화국의 차량 번호판
- 중화인민공화국의 차량 번호판 (zh:中華人民共和國車輛號牌, zh:中华人民共和国车辆号牌)
- 일본의 차량 번호판